# Bad Gottleuba-Berggießhübel
Bad Gottleuba-Berggießhübel ist eine Stadt mit rund 5700 Einwohnern im sächsischen Landkreis Sächsische Schweiz-Osterzgebirge unweit von Dresden. Sie entstand im Zuge der Gemeindegebietsreform von 1999 durch den Zusammenschluss der Kurorte Bad Gottleuba (Moorheilbad) und Berggießhübel (Kneippkurort) sowie der Gemeinden Langenhennersdorf und Bahratal. Die Stadt ist seit Januar 2000 Sitz der Verwaltungsgemeinschaft Bad Gottleuba-Berggießhübel.

## Geografie

### Geografische Lage
Das knapp 90 Quadratkilometer große Gemeindegebiet von Bad Gottleuba-Berggießhübel liegt etwa 45 Kilometer südöstlich vom Zentrum der sächsischen Landeshauptstadt Dresden. Es umfasst weite Teile des mittleren Gottleubatales sowie Teile der Einzugsgebiete von Bahra, Seidewitz und Bahre. Damit befindet sich die Stadt im Elbtalschiefergebirge, einer Übergangszone zwischen den nordöstlichen Ausläufern des Osterzgebirges und den südwestlichen Ausläufern des Elbsandsteingebirges. Der zentrale Teil um die an der Gottleuba gelegenen Städte Bad Gottleuba und Berggießhübel weist Höhenlagen zwischen 300 und 450 m ü. NN auf. Der tiefste Gemeindepunkt liegt im Gottleubatal bei 211 m ü. NN, der höchste ist mit 644 m ü. NN die an der Grenze zu Tschechien gelegene Oelsener Höhe.

### Geologie
Die Lage der Stadt im Übergangsgebiet zwischen Osterzgebirge und Elbsandsteingebirge und im Bereich der Mittelsächsischen Störung lässt auf einen komplizierten Aufbau des Gesteinsuntergrundes schließen. Im südwestlichen Teil findet sich bis zu einer Linie nördlich von Hartmannsbach und Hellendorf der „Freiberger Graue Gneis“, das Charaktergestein des Osterzgebirges. Daran schließt sich bis zu einer Linie nördlich von Berggießhübel und Bahra der schmale Streifen des Elbtalschiefergebirges mit seinen altpaläozoischen (kambroordovizischen) Gesteinsgruppen, darunter ein turmalinführender Granit (aus dem Tremadocium), grünschieferfazielle Phyllite (aus dem Tremadocium, teilweise mylonitisiert), Quarzite, Konglomerate, Marmore und Kalksteine an. Am unmittelbaren Übergang zum Erzgebirgsgneis ist der Granit in Form einer widerstandsfähigen Kette von Härtlingsbergen (u. a. Hüttenleite, Tannenbusch, Helleberg) ausgeformt. Zwischen Berggießhübel, Markersbach und Bahra bewirkte  das Eindringen von Granit in die Kalksteine der metamorphen Zone des Paläozoikums das Entstehen der Berggießhübeler Magneteisenerzlager. Nördlich von Berggießhübel sowie östlich der Bahra treten die Gesteine des Elbtalschiefergebirges mit der Sandsteindecke der Elbtalkreidezone in Kontakt.

### Gemeindegliederung
Bad Gottleuba-Berggießhübel erstreckt sich im Süden von der tschechischen Grenze und dem Ortsteil Oelsen über die südöstlichen Dörfer Markersbach und Hellendorf, die südwestlichen Hartmannsbach, Breitenau, Börnersdorf und Hennersbach bis hin zu Bad Gottleuba und Berggießhübel im Zentrum und Zwiesel, Bahra und Langenhennersdorf im Norden.
(in Klammern: Vorwahl)
| - Bad Gottleuba (035023) - Bahra (035032) - Berggießhübel (035023) - Breitenau (035054) | - Börnersdorf (035025) - Forsthaus (035032) - Hellendorf (035023) - Hennersbach (035025) | - Langenhennersdorf (035032) - Markersbach (035023) - Oelsen (035023) - Zwiesel (035023) |

## Geschichte

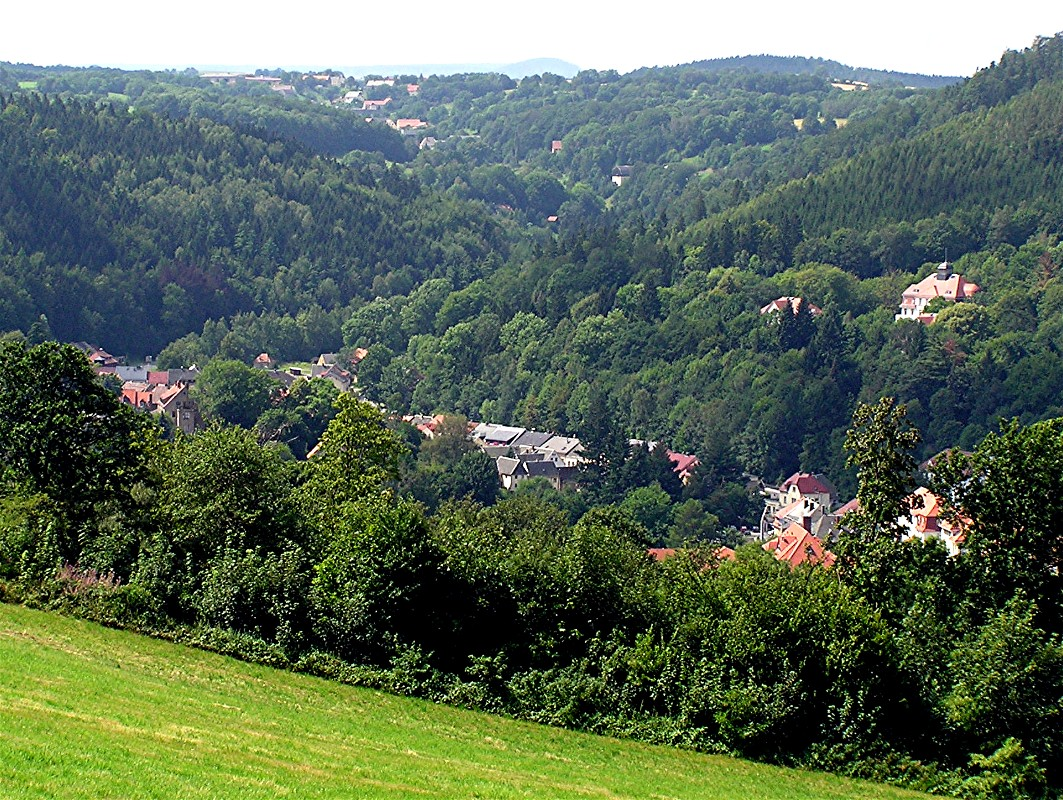
Blick in das Gottleubatal und auf Bad Gottleuba. Im Hintergrund sieht man Hartmannsbach

Die Besiedlung der Region wurde seit 1140 von den böhmischen Königen betrieben. Ein wesentlicher Grund dafür war die Lage an den Handelsstraßen, die zum Beispiel von Halle (Saale) über Gottleuba nach Aussig (Ústí nad Labem) führten (Kulmer Steig, Königsweg, Salzstraße).
Im Auftrag der herrschenden böhmischen Herzöge und Könige wurde die Entwicklung der Region wesentlich von Adelsfamilien auf Liebstadt, Weesenstein und Dohna sowie Pirna geprägt. Sie setzten Lokatoren ein, die ihrerseits Siedler anwarben und die Besiedlung der Region organisierten. Die Namen dieser Lokatoren spiegeln sich noch heute in den Namen der Dörfer in der Region wider. Die Dörfer sind allesamt mit Waldhufen ausgestattete Reihendörfer. Die Siedler kamen aus Thüringen, Hessen und Franken, im oberen Osterzgebirge waren es auch deutschstämmige Kolonisten aus Nordböhmen.
Ungefähr 1240 begann in der Region eine zweite Siedlungsperiode. Durch König Wenzel von Böhmen (1230–1253) wurde die Kolonisation in erster Linie wegen der Erzfunde im Erzgebirge vorangetrieben. 1241 fanden deutsche Bauern aus dem Egerland unter dem Mückenberg (in der Nähe des heutigen Zinnwald-Georgenfeld) Zinnkristalle. Der Fund war von solcher Bedeutung, dass der Zinnpreis auf dem Weltmarkt auf die Hälfte sank.
Im Spätmittelalter wechselte die Zugehörigkeit der Orte mehrfach zwischen dem böhmischen Königreich und der Mark Meißen.

### Oelsen
1429 zogen die Hussiten durch die Regionen und zerstörten Oelsen. Es wurde erst Ende des 15. Jahrhunderts wieder aufgebaut. In der Zeit dazwischen war urkundlich nur vom „wüsten Dorf“ die Rede.

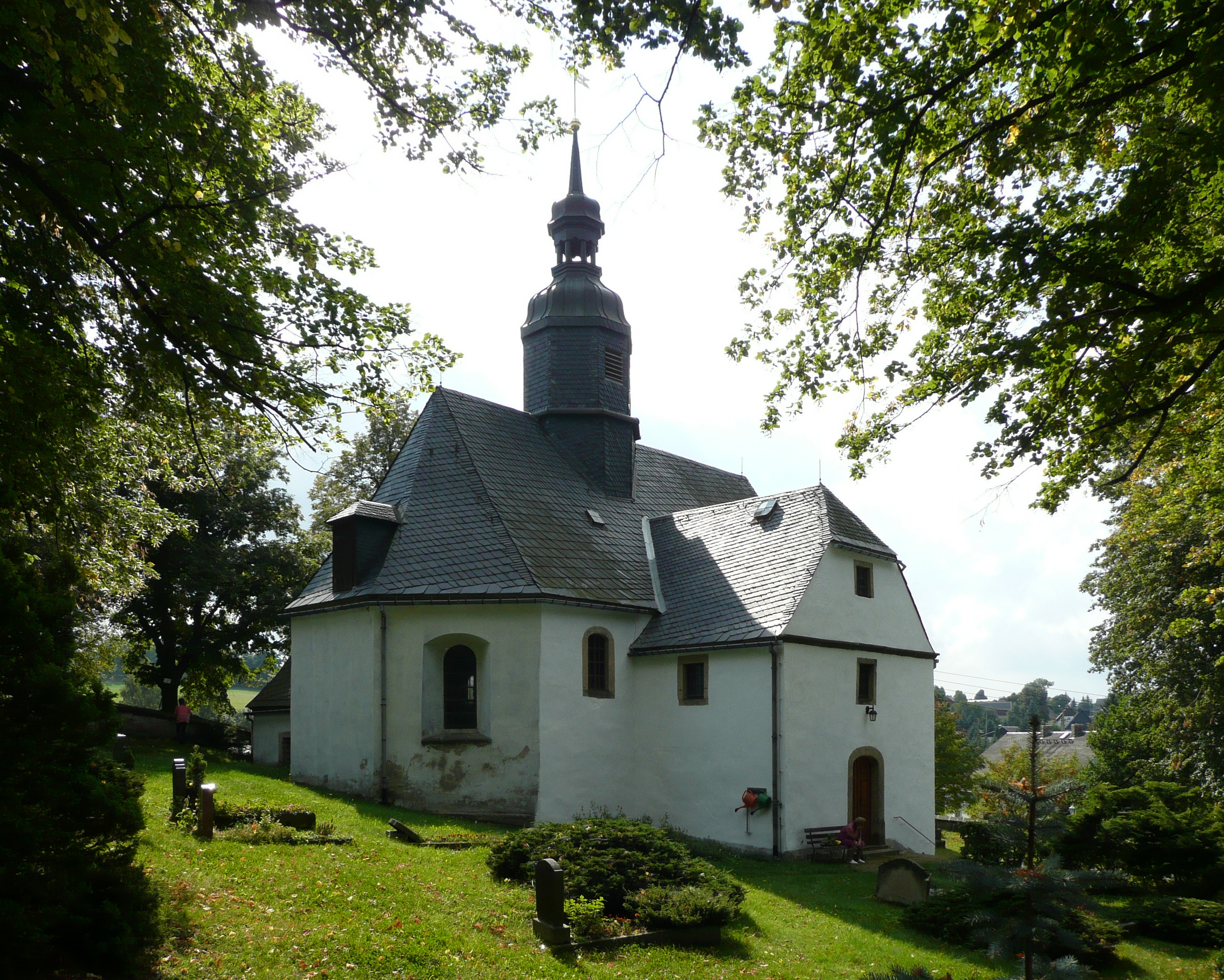
Die Kirche in Oelsen

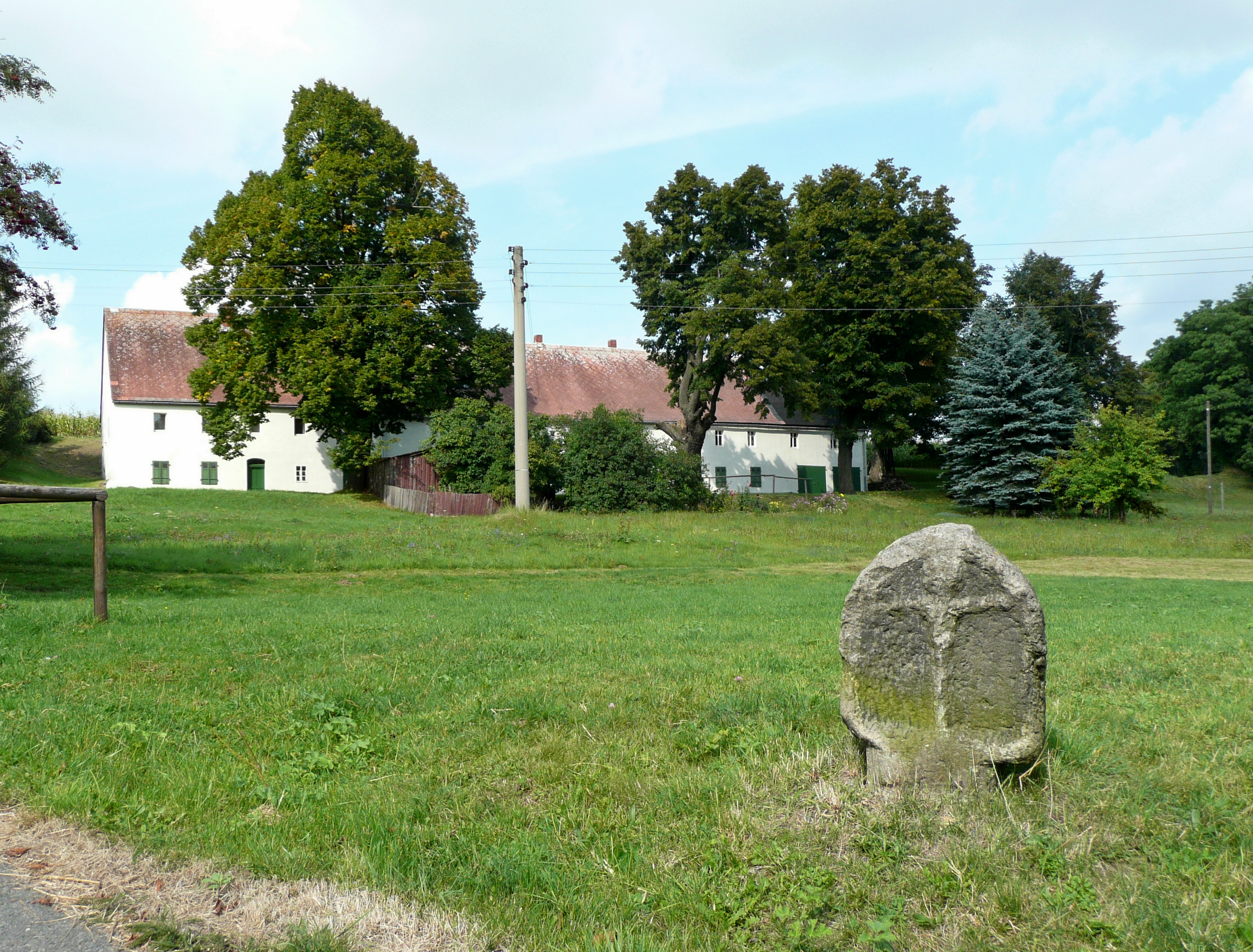
Kopfteil einer vorreformatorischen Betsäule in Oelsen

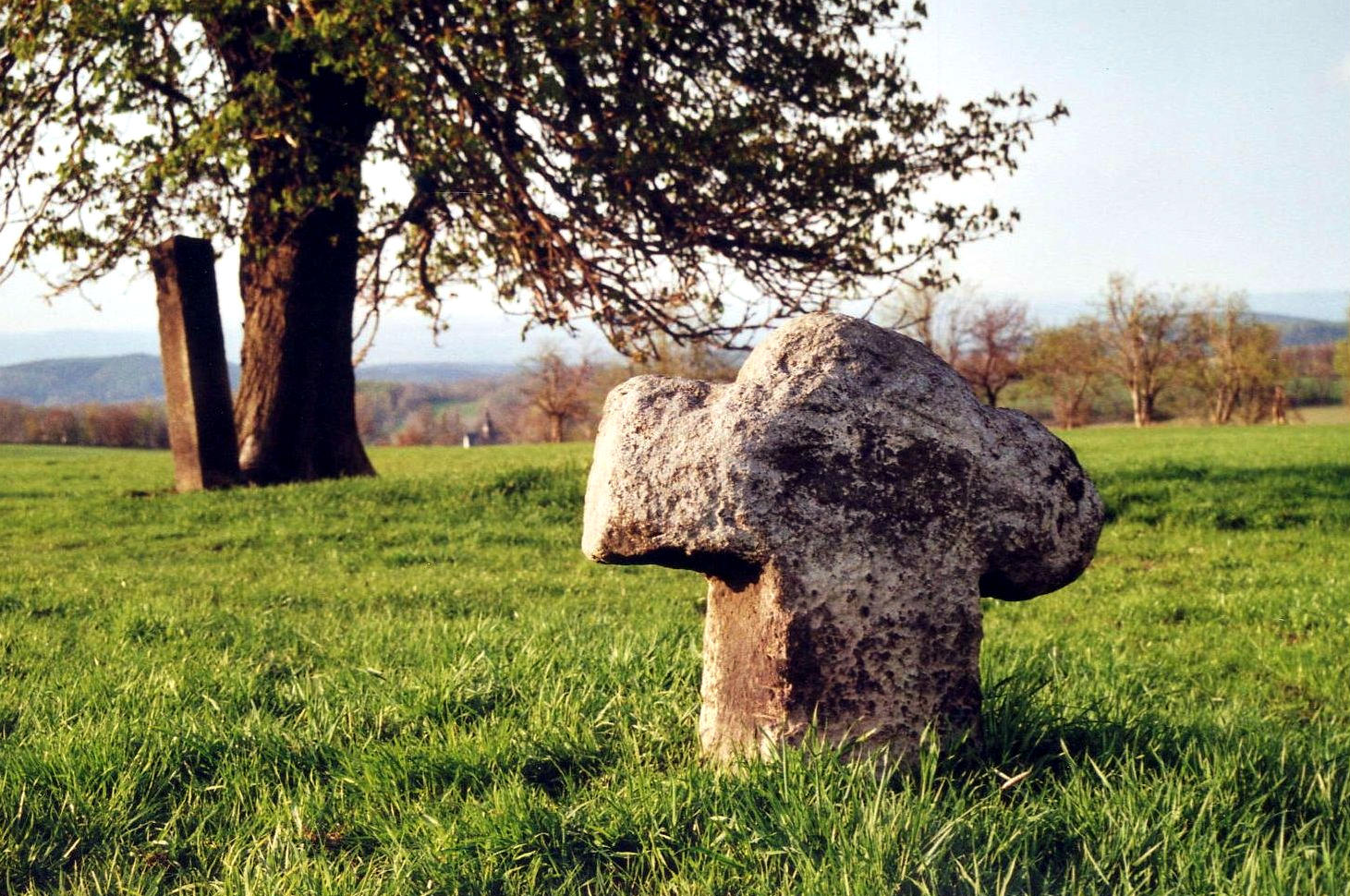
Steinkreuz und Wegweisersäule nahe der Oelsener Höhe

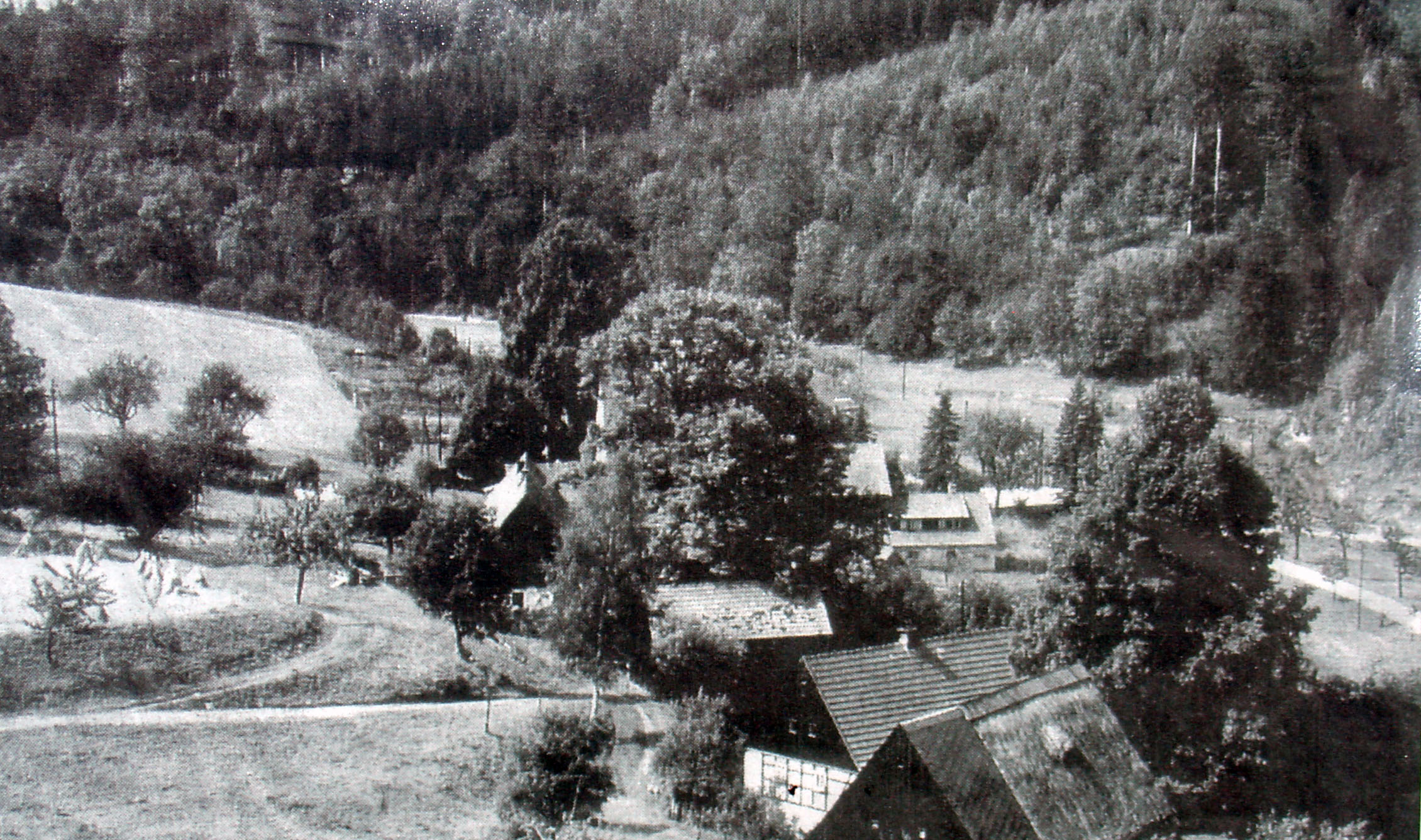
Häuser im Oelsengrund vor dem Abriss

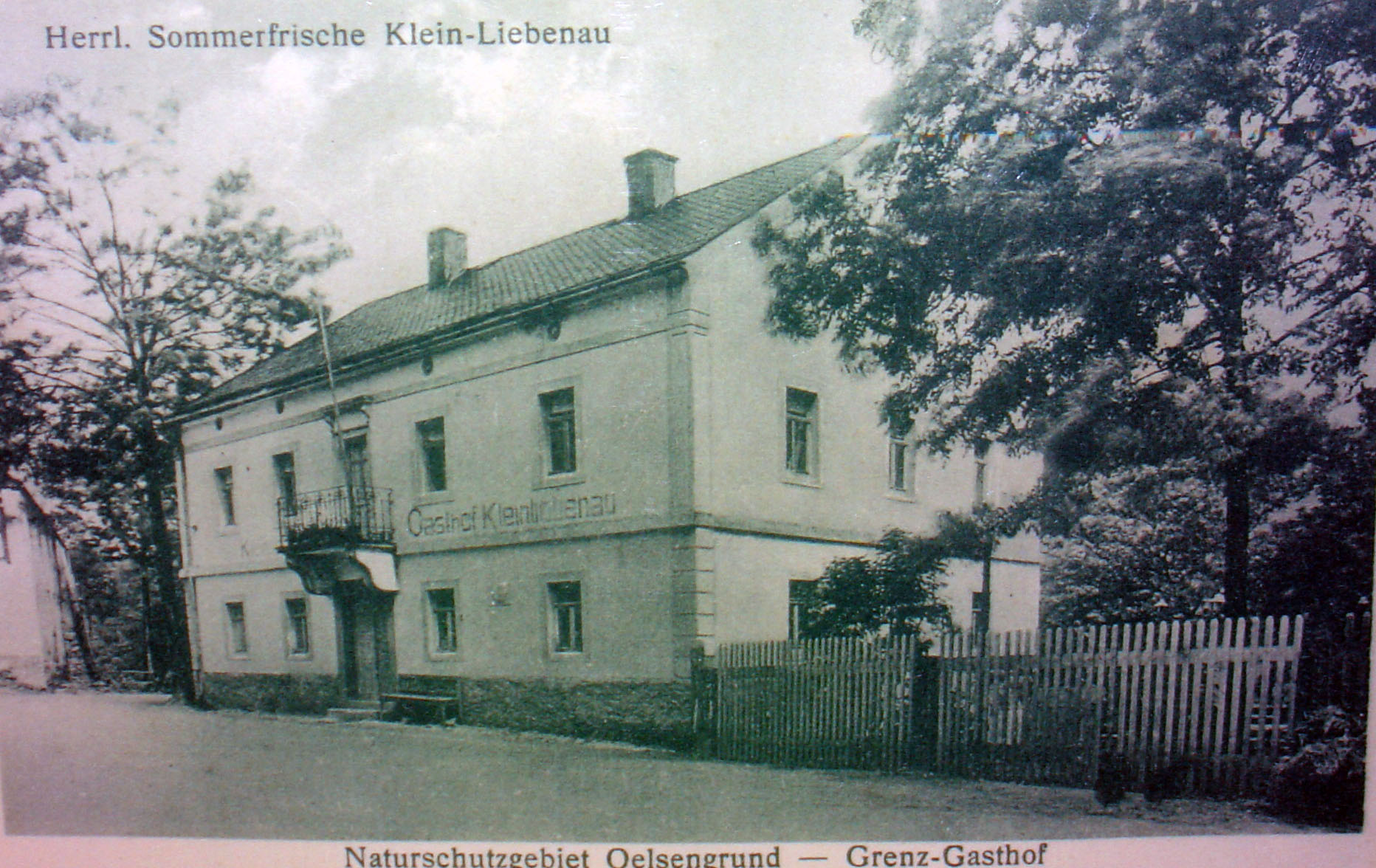
Gasthof in Klein-Liebenau

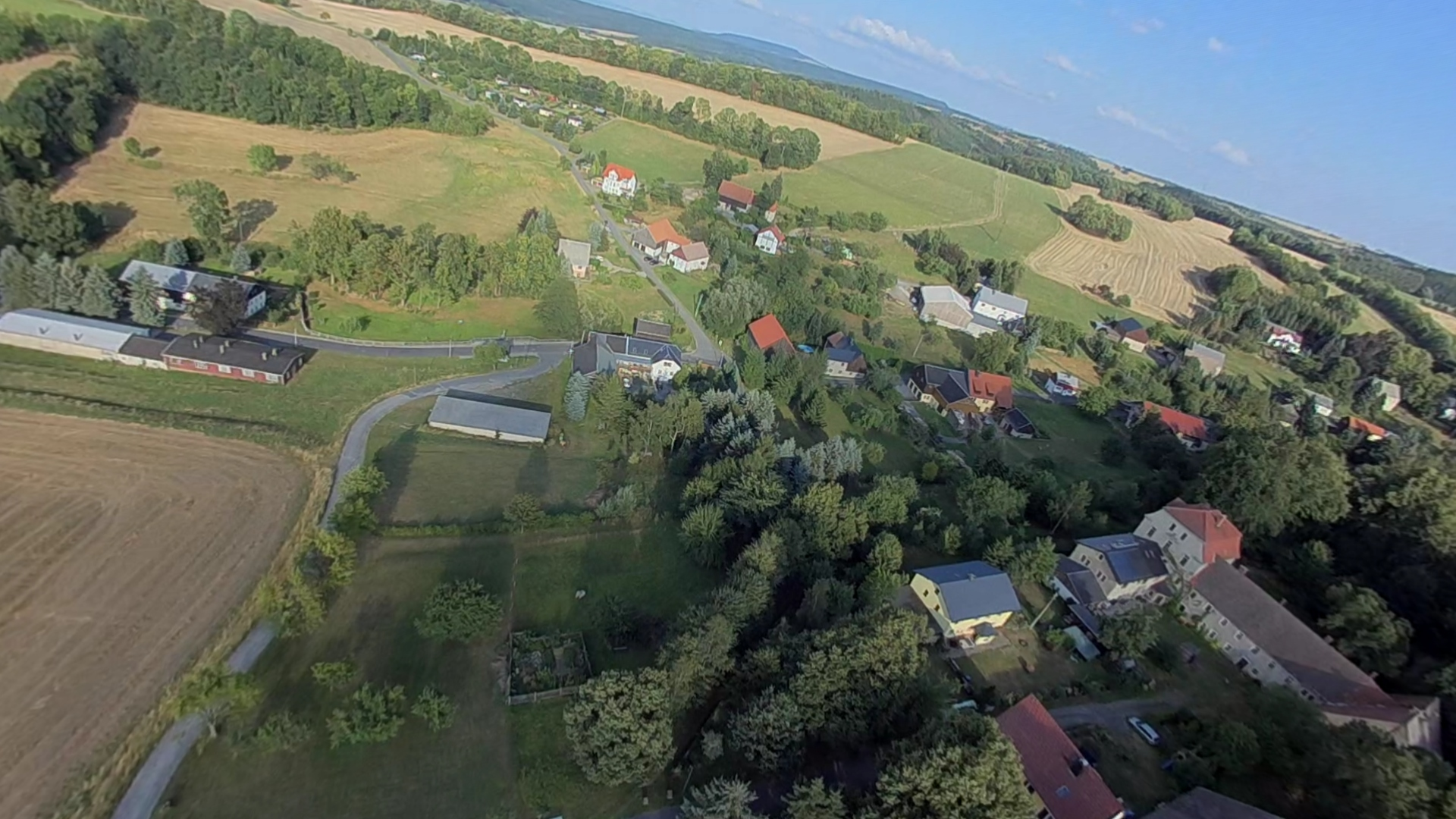
Luftbild von Oelsen

Die erste urkundliche Erwähnung betrifft Oelsen. Bereits 1169 wurde in einem Schriftstück die Zueignung eines bei diesem Dorf gelegenen Waldes (silva iuxta Olesnice) vom Przemysl Herzog Vladislav II. (1158–1173) an die Johanniter beurkundet. Der ursprünglich tschechische Name bedeutet „Erlenbusch“ (tschechisch: olešná). Die Gründung Oelsens gilt als eine der ältesten kolonisatorischen Tätigkeiten der Johanniter im östlichen Erzgebirge.
1459 wurde die Grenzziehung zwischen Böhmen und Sachsen durch einen Vertrag zwischen dem böhmischen König und den sächsischen Herrschern Kurfürst Friedrich und Herzog Wilhelm neu geregelt (Vertrag von Eger). Damit kamen zum Beispiel Lauenstein, Königstein, Dippoldiswalde und auch Gottleuba mit Oelsen nach Sachsen. Dieser Grenzverlauf ist heute noch im Wesentlichen gültig.
1517 erwarb die Ritterfamilie von Bünau, ein weit verzweigtes Rittergeschlecht zum Beispiel auf Liebstadt oder Weesenstein, das Rittergut und Dorf Oelsen. Damit gehörte Oelsen zur Herrschaft Lauenstein.
Die Kirche zu Oelsen, erstmals 1358 in einer Urkunde der Erzdiözese Prag erwähnt, wurde um 1620 mit wertvollen Sandsteinreliefs von Lorenz Hornung ausgestattet.
Nach 245-jährigem Besitz verkauften die Bünaus 1762 Oelsen an bürgerliche Eigentümer. Im sechsten Koalitionskrieg wurde 1813 Oelsen in die erbitterten Kämpfe zwischen Russen und Franzosen verwickelt. Es kam zu erheblichen Schäden; zehn Bauerngüter wurden ruiniert, drei brannten völlig nieder, die Felder konnten nicht bestellt werden, die Bevölkerung litt unter Hunger und Krankheiten.
1921 wurde für Oelsen die Versorgung mit elektrischem Strom aufgenommen.
Am Ende des Zweiten Weltkrieges wurden wegen der Räumung der großen Konzentrationslager etwa 150 KZ-Häftlinge in Oelsen untergebracht. Nach dem Krieg kamen in Oelsen viele Heimatvertriebene aus dem Sudetenland und aus Schlesien unter. Die Einwohnerzahl stieg deshalb 1945 auf fast das Doppelte der Vorkriegszahl.
In den folgenden Jahren wurde die Infrastruktur des Ortes schrittweise verbessert: Busanbindung ab 1956, Straßenbau 1965/1966 im Zuge des Baues der Talsperre Gottleuba.
Am 1. Januar 1996 wurde Oelsen in die Stadt Bad Gottleuba eingemeindet.
Einwohnerentwicklung Oelsen
| - 1547/51: 46 - 1834: 302 - 1871: 319 - 1890: 322 | - 1910: 336 - 1925: 340 - 1939: 338 - 1946: 465 - 1957: 384 |

#### Oelsengrund
Der Abriss der Häuser erfolgte im Zusammenhang mit dem Bau der Talsperre, da sie sich in deren Wassereinzugsgebiet befanden.

#### Kleinliebenau
Kleinliebenau war ein Ortsteil direkt an der Grenze, er wurde im Rahmen des Talsperrenbaues als Wassereinzugsgebiet abgerissen.

### Markersbach und Hellendorf
Die Gründung des Waldhufendorfes Markersbach (Marquardi villa) könnte ebenfalls auf die Johanniter zurückgehen, ist aber nicht eindeutig belegt. Der Name wurde 1363 erstmals urkundlich erwähnt und stammt wahrscheinlich von einem Herrschergeschlecht (Markwart(inger) oder Marquart) ab, das sich besonders um die Einführung deutscher Kultur in Böhmen verdient gemacht hatte. Das Waldhufendorf Hellendorf (Heldisdorf) wurde 1379 erstmals erwähnt. Beide Orte sind böhmischen Ursprungs und liegen im Tal der Bahra.
Im Mittelalter waren hier die Hammerwerke Kleppisch und Cratza angesiedelt, die das um Berggießhübel geförderte Eisenerz verarbeiteten.
Die kleine Dorfkirche von Markersbach besitzt eine kulturhistorisch wertvolle mechanische Schleifladenorgel von Christian Gottfried und Wilhelm Leberecht Herbrig aus dem Jahr 1842.
Wie Oelsen litten die Bewohner beider Orte während des Napoleonischen Krieges 1813 ebenfalls unter Not und Elend, Zerstörungen und Plünderungen. Beide Orte erhielten im 19. Jahrhundert eine Schule (1837 und 1858). 1927 wurde die neue Schule in Markersbach eingeweiht.
Die in den 1960er-Jahren errichteten Rückhaltebecken Buschbach und Mordgrundbach dienen der Verhütung von Überschwemmungen, wie sie hier in den Jahren 1897 und 1958 aufgetreten waren.
Am 1. Januar 1970 wurden beide Orte zur Gemeinde Bahratal zusammengelegt. 1976 wurde der Grenzübergang nach Petrovice (Peterswald) wieder eröffnet.
In der sächsischen Gemeindegebietsreform vom 1. Januar 1999 wurde Bahratal in die Stadt Bad Gottleuba-Berggießhübel eingegliedert.

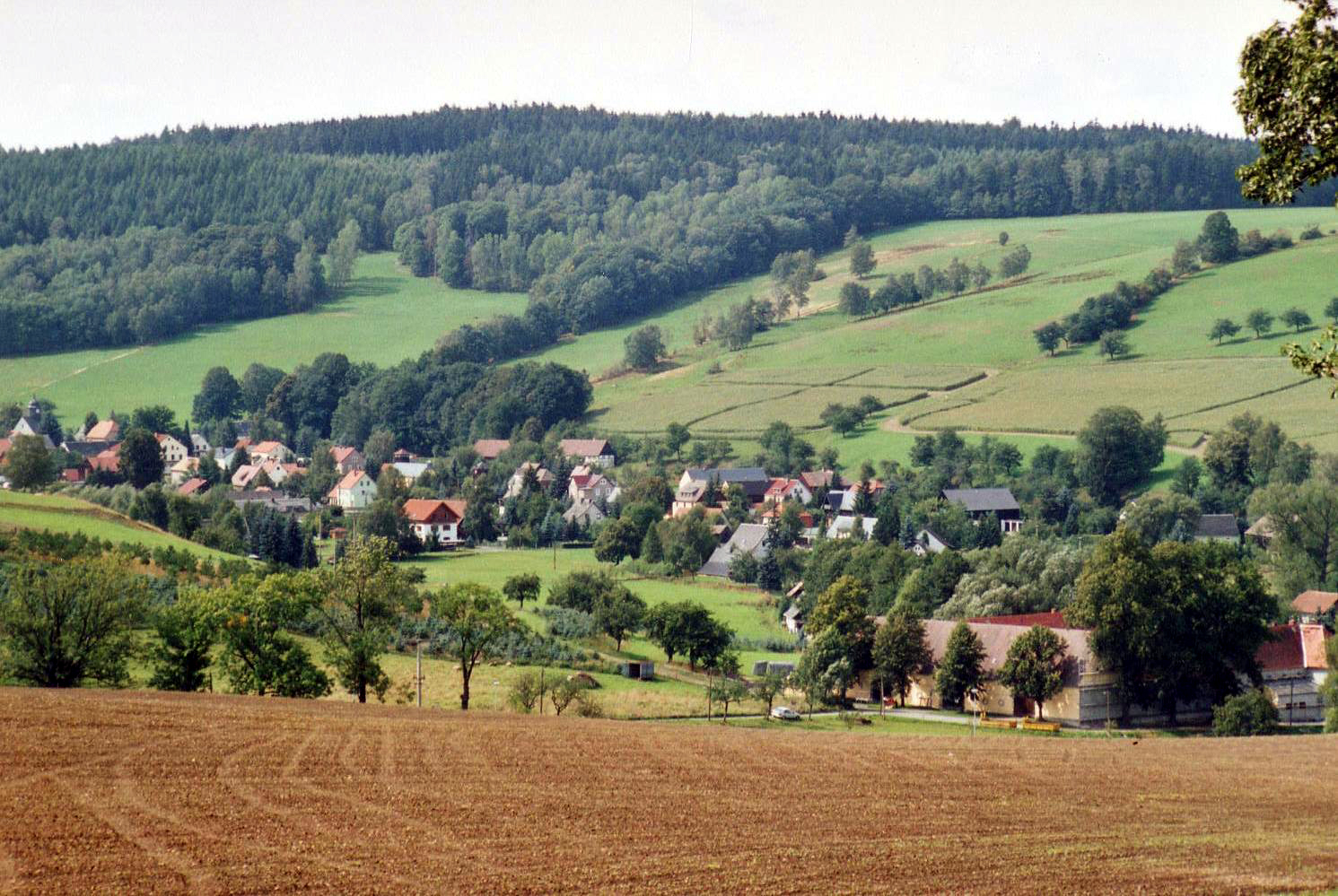
Blick auf Markersbach
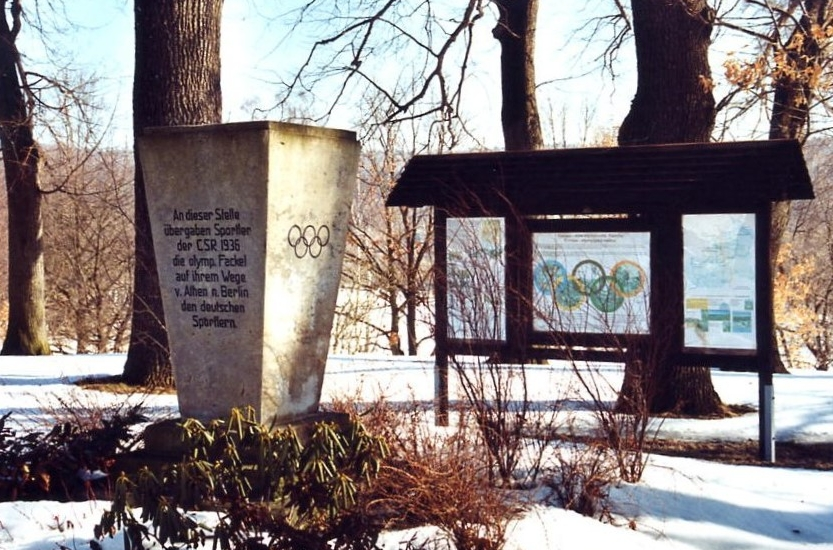
Gedenkstein an die olympische Fackel 1936 am Grenzübergang Hellendorf
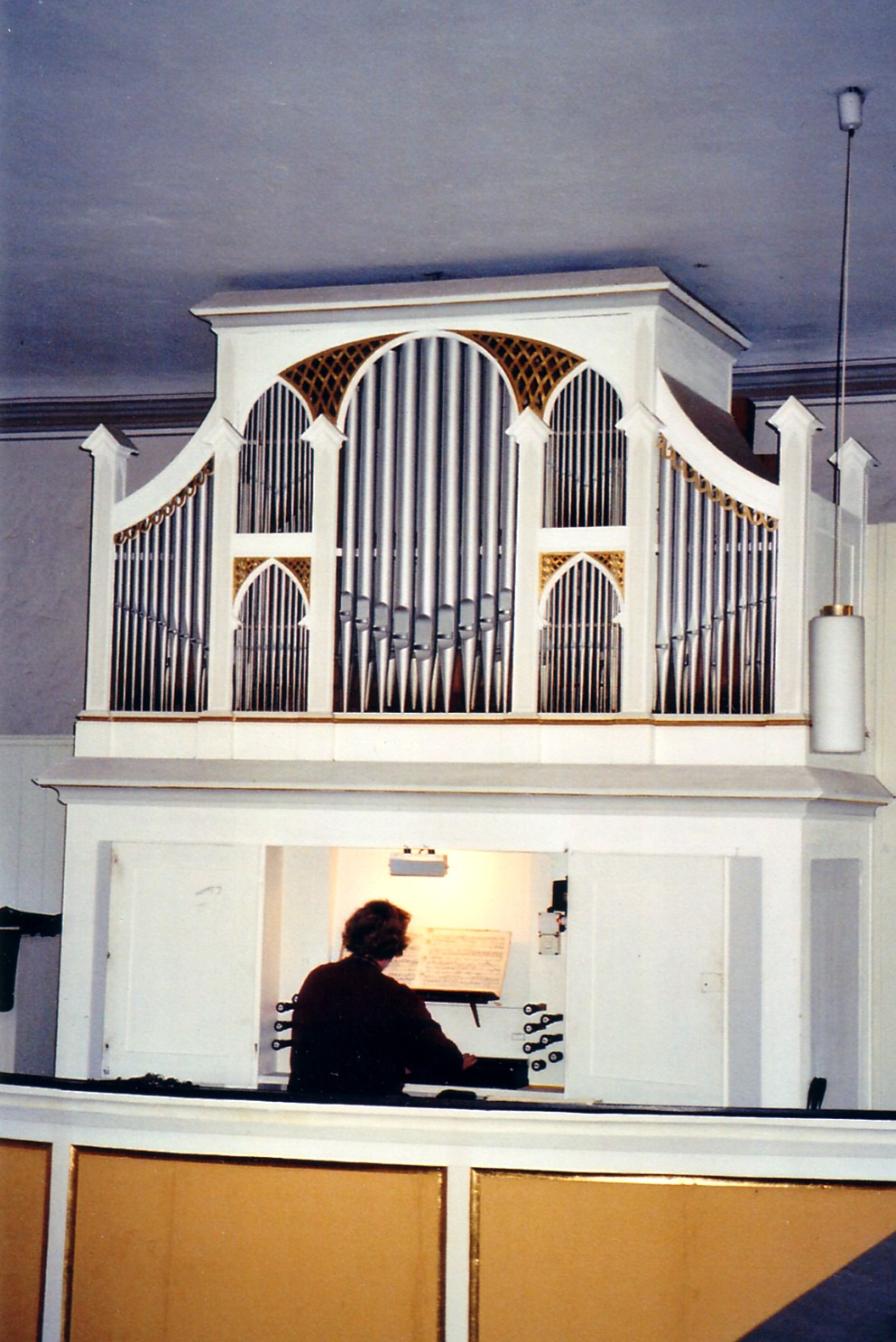
Herbrig-Orgel in Markersbach

| - 1447/51: 49 - 1834: 387 - 1871: 444 - 1890: 481 | - 1910: 462 - 1925: 454 - 1939: 533 - 1946: 727 - 1957: 645 |

| - 1447/51: 32 - 1834: 314 - 1871: 348 - 1890: 378 | - 1910: 401 - 1925: 386 - 1939: 446 - 1946: 679 - 1957: 579 |

### Hartmannsbach

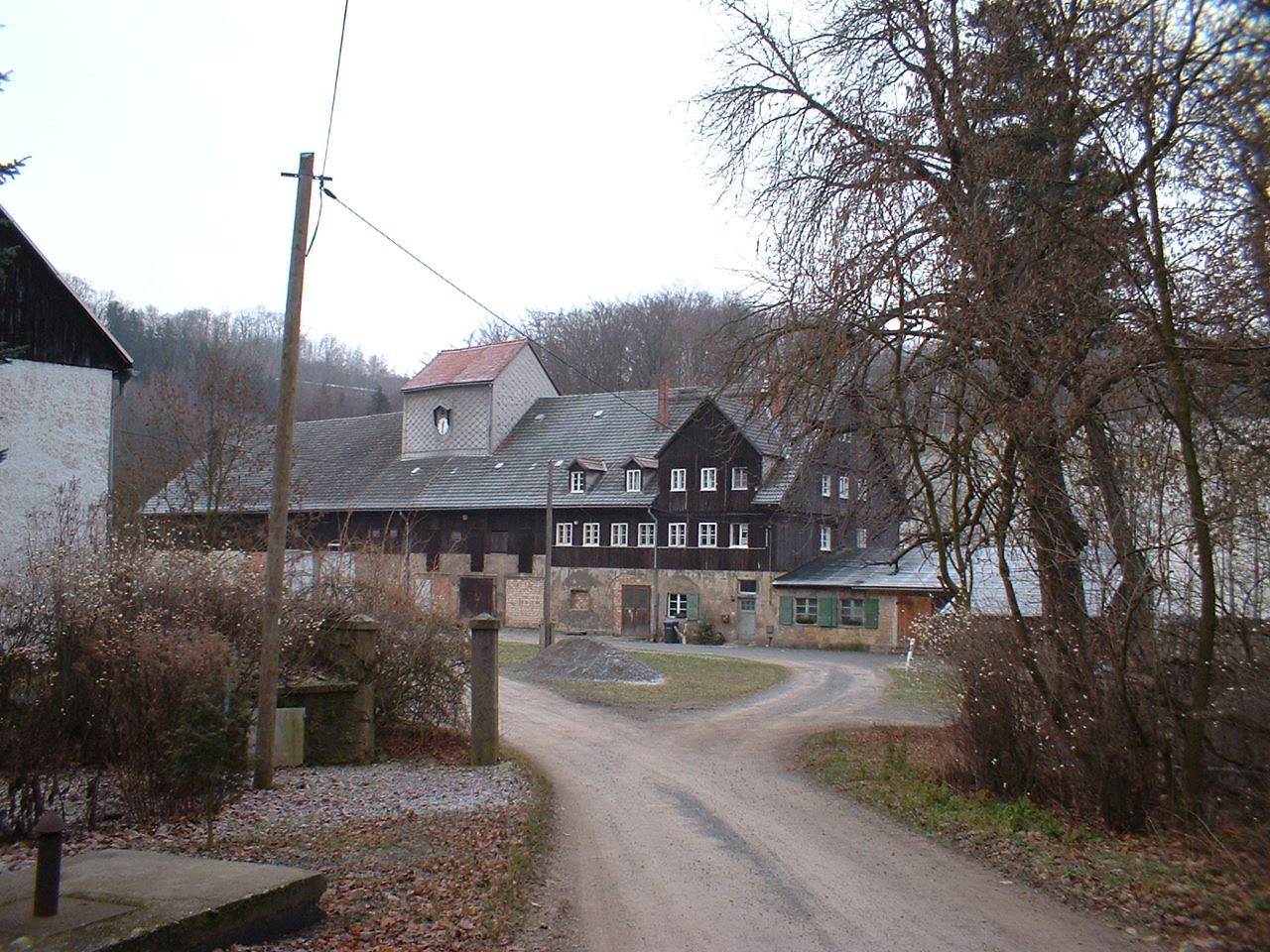
Hammergut Haselberg

Hartmannsbach ist im Sinne der politischen Gliederung der Gemeinde kein Ortsteil von Bad Gottleuba-Berggießhübel. Es gehört zu Bad Gottleuba, kann aber historisch gesondert betrachtet werden.
Der Ort ist ein Reihendorf (Waldhufenflur) und liegt südwestlich von Gottleuba. Seine erste urkundliche Erwähnung findet der Ort als Hartmanspach 1412. Der Name variiert in den nächsten Jahrhunderten nur leicht: Hartmansbach, Harttenßbach, Hartenspach, Hartzbach, Harczbach, Hartzschbach, Hartmanstorff. Der Ort setzte sich aus Ober- und Niederhartmannsdorf, der Ehrlich- und Fischermühle sowie dem Hammergut Haselberg zusammen.
Zu den Besitzern gehörten in der Region bekannte Namen, wie Nickel Karras, von Torgaw, von Czickow, von Bernstein, von Bünau, von Mecsch oder Metzsch. Dabei dürfte der Ort zunächst zur Burggrafschaft Dohna gehört haben, später, nach der Niederlage der Donins in der Dohnaischen Fehde zur Markgrafschaft Meißen („Dreßdenische pflege“, „pflege zcu Donyn“, „pflege zcu Pirne“). Entsprechend seinen Besitzern wurde Hartmannsbach teilweise zu den Rittergütern Giesenstein, Borthen und Röhrsdorf, zum Schloss Ottendorf, zu Liebstadt und Weesenstein und schließlich auch zur Stadt Gottleuba gerechnet.
Die Gerichtsbarkeit ist seit 1485 nachweisbar. Das Bier des Kretschams wurde gemäß einer Bestimmung aus dem Jahre 1511 aus Bärenstein und Altenberg bezogen.
Hartmannsbach wird zunächst nach Ottendorf gepfarrt (nachweislich 1548). 1576 gehört der Ort jedoch schon zu Gottleuba. Dies geht aus Beschwerden des Haubold von Bernstein auf Ottendorf, des Ottendorfer Pfarrers sowie der eingepfarrten Leute hervor.
Im Jahre 1840 bestand Hartmannsbach aus 23 Bauerngütern, einem Erbgericht, zwei Mahl- und Schneidemühlen (Fischer- und Ehrlichmühle), sieben Gartennahrungen und einigen anderen Häusern. In der niederen Gerichtsbarkeit mit Diensten und Abgaben ist es dem Erb-, Lehn- und Gerichtsherrn auf dem Rittergut Giesenstein, Kammerherr von Globig, unterstellt.
Zur Hartmannsbacher Flur ist zudem das Hammergut Haselberg zu rechnen. Dieses wurde 1445 erstmalig erwähnt. Nach mehreren Besitzerwechseln lag die Hammermühle ab Ende des 16. Jahrhunderts still, am Standort befand sich ein Gut mit einer Mahl- und Schneidemühle. Diese wurde beim Hochwasser der Gottleuba 1927 schwer beschädigt. Beim selben Hochwasser zerstört wurde das etwa 250 Meter flussaufwärts gelegene Forsthaus Haselberg. An seiner Stelle entstand das Ausflugslokal Förster-Christel, das wiederum 1973 im Zuge des Baus der Talsperre Gottleuba abgerissen wurde.
Am 1. Januar 1936 wurde die Gemeinde Hartmannsbach mit Haselberg in die Stadt Gottleuba eingegliedert.
Einwohnerentwicklung Hartmannsbach
| - 1447/51: 19 - 1834: 316 - 1871: 318 | - 1890: 324 - 1910: 345 - 1925: 515 |

### Hennersbach

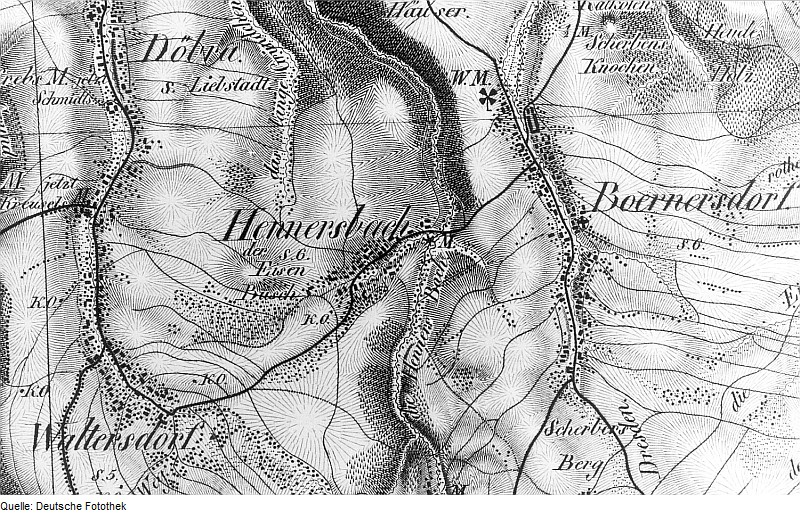
Hennersbach auf der Oberreitschen Karte von 1821

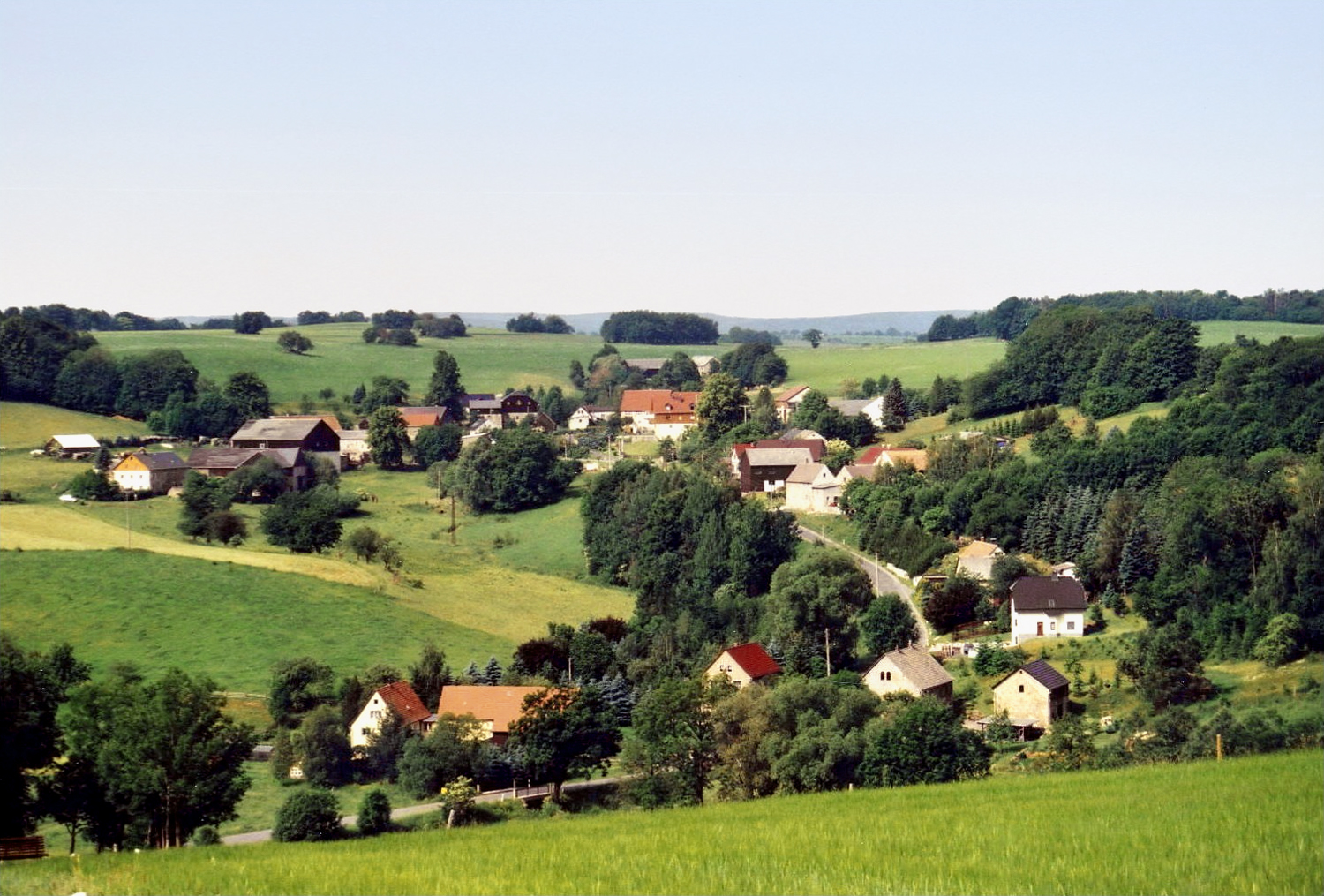
Blick auf Hennersbach (2006)

Hennersbach liegt etwa 7 Kilometer südwestlich von Gottleuba in einem kleinen westlichen Seitengrund der Seidewitz. Ausgehend von der an der Seidewitz gelegenen Hennersbacher Mühle (450 Meter über NN) ziehen sich die Höfe des Kurzreihendorfes in diesem Grund bis in eine Höhe von etwa 500 Meter über NN.
Die Geschichte des kleinen Dorfes reicht bis ins 14. Jahrhundert zurück. Die erste urkundliche Erwähnung als „Heinrichspach“ erfolgte 1403. Weitere Namensformen sind als „Heynerspach“ (1501) und „Haynerspach“ (1516) überliefert. Die kleine nur 2,4 km² große blockartige Waldhufenflur liegt eingezwängt zwischen den deutlich größeren Fluren der benachbarten Dörfer Breitenau, Börnersdorf, Döbra und Waltersdorf. Dies deutet darauf hin, dass es sich bei Hennersbach um eine Nachgründung handelt. Die geringe Flurgröße verhinderte ein nennenswertes Wachstum des Dorfes, das 1551 nur zwölf besessene Mann und 14 Inwohner (ca. 70 Einwohner) zählte. Die Einwohnerzahl blieb über Jahrhunderte weitgehend konstant. 1764 zählte man zehn besessene Mann und vier Häusler, 1871 waren hier 137 Einwohner ansässig, 1925 waren es 116 Einwohner. Derzeit zählt das Dorf noch rund 50 Einwohner.
Wirtschaftliche Grundlage des Ortes war über Jahrhunderte die Landwirtschaft. Die 1605 als Mahl- und Schrotmühle erbaute Hennersbacher Mühle wurde 1948 stillgelegt. Aufgrund der geringen Größe gab und gibt es in Hennersbach weder eine Schule noch eine Kirche. Die Hennersbacher Kinder besuchten die Schule in Liebstadt, bis im 17. Jahrhundert im näher gelegenen Börnersdorf eine Schule entstand. Kirchlich war Hennersbach sowohl an Liebstadt als auch an Döbra und Börnersdorf gebunden. Als Marktorte für Hennersbach fungierten Lauenstein und Liebstadt.
Grundherrschaftlich war Hennersbach an das Rittergut Lauenstein gebunden, das vom 16. Jahrhundert bis 1823 der Familie von Bünau unterstand. Verwaltungsseitig gehörte Hennersbach zum Amt Pirna. Mit dem Ende der Patrimonialgerichtsbarkeit wurde der Ort Mitte des 19. Jahrhunderts dem Gerichtsamt Lauenstein, später der Amtshauptmannschaft Dippoldiswalde unterstellt. Am 1. November 1934 erfolgte die Eingemeindung von Hennersbach nach Börnersdorf, das wiederum 1952 vom Landkreis Dippoldiswalde an den Landkreis Pirna gelangte. Seit dem 1. Januar 1997 gehört Hennersbach zu Bad Gottleuba.

### Bad Gottleuba

Wappen der ehemals selbstständigen Stadt Bad Gottleuba

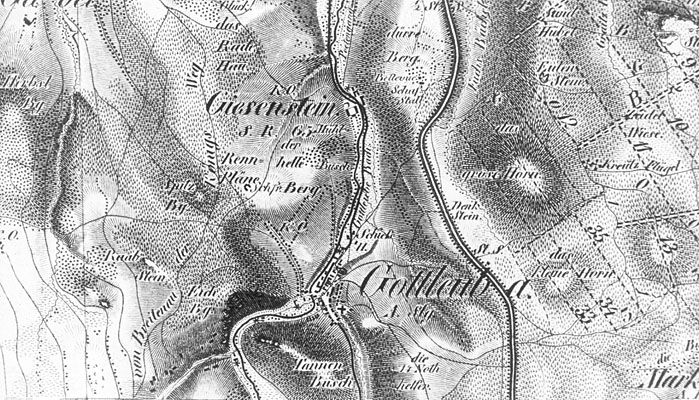
Gottleuba und Giesenstein auf der Oberreitschen Karte von 1821

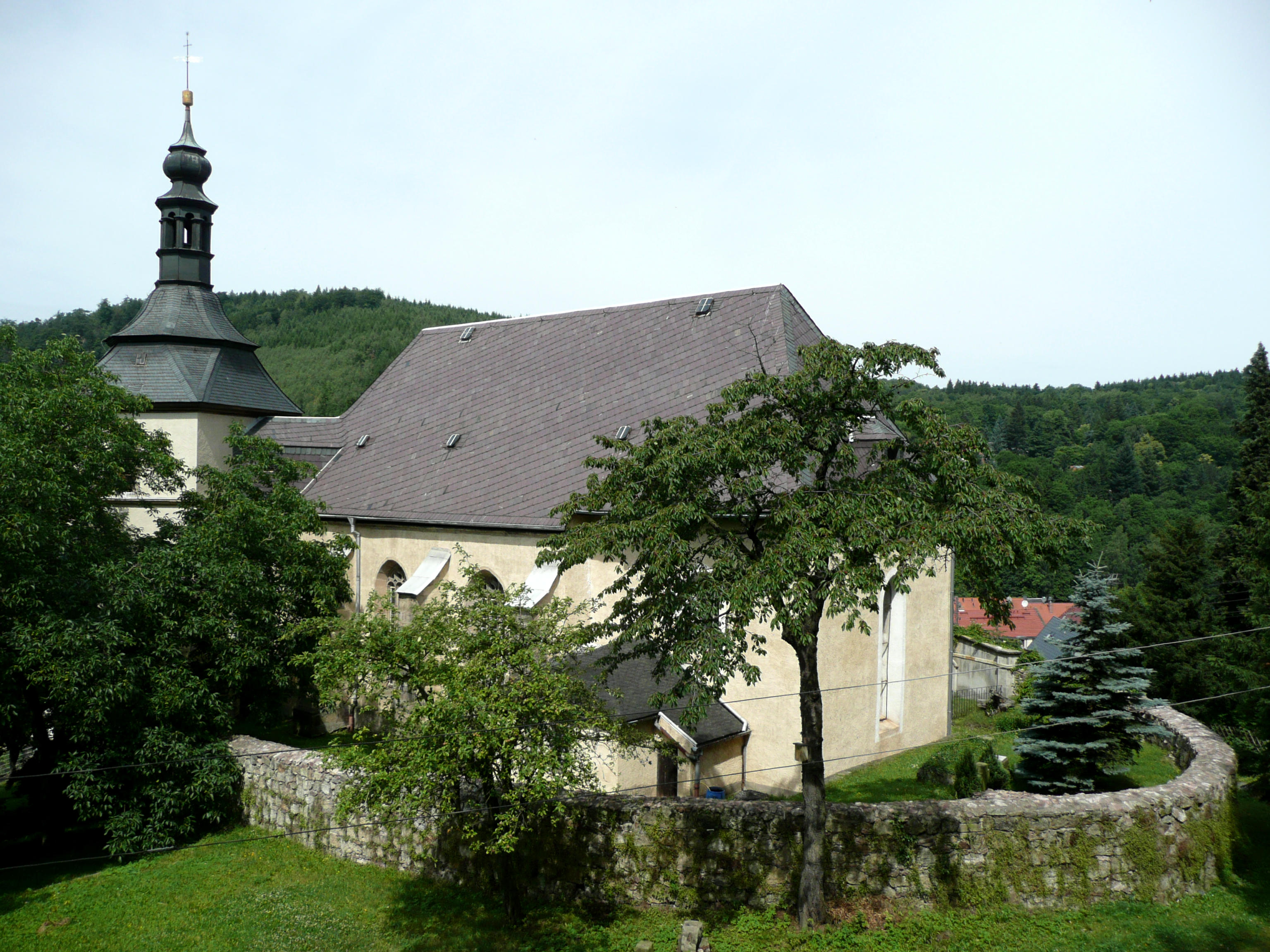
Bad Gottleuba: St.-Petri-Kirche

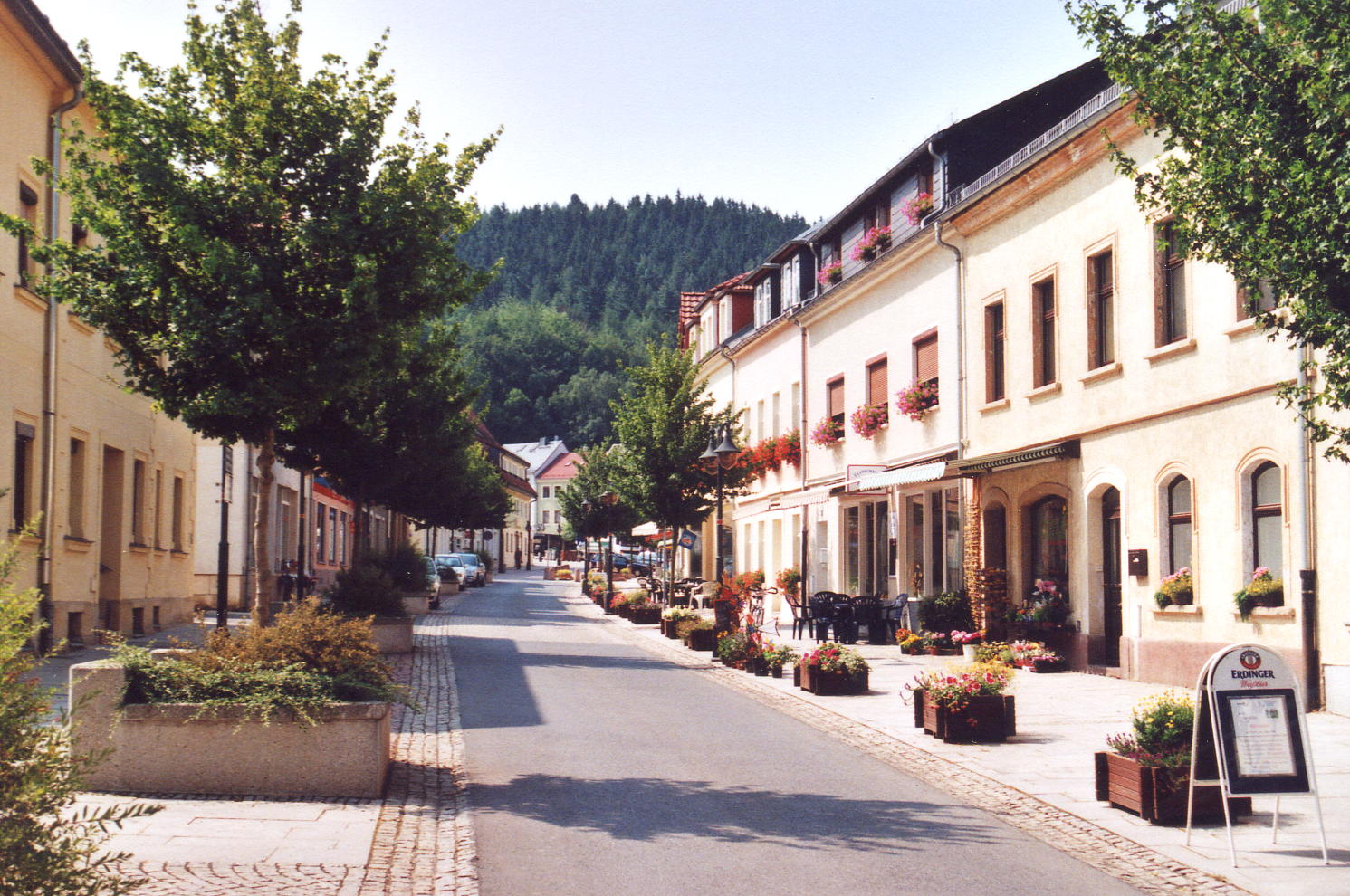
Bad Gottleuba: Blick in die Hauptstraße

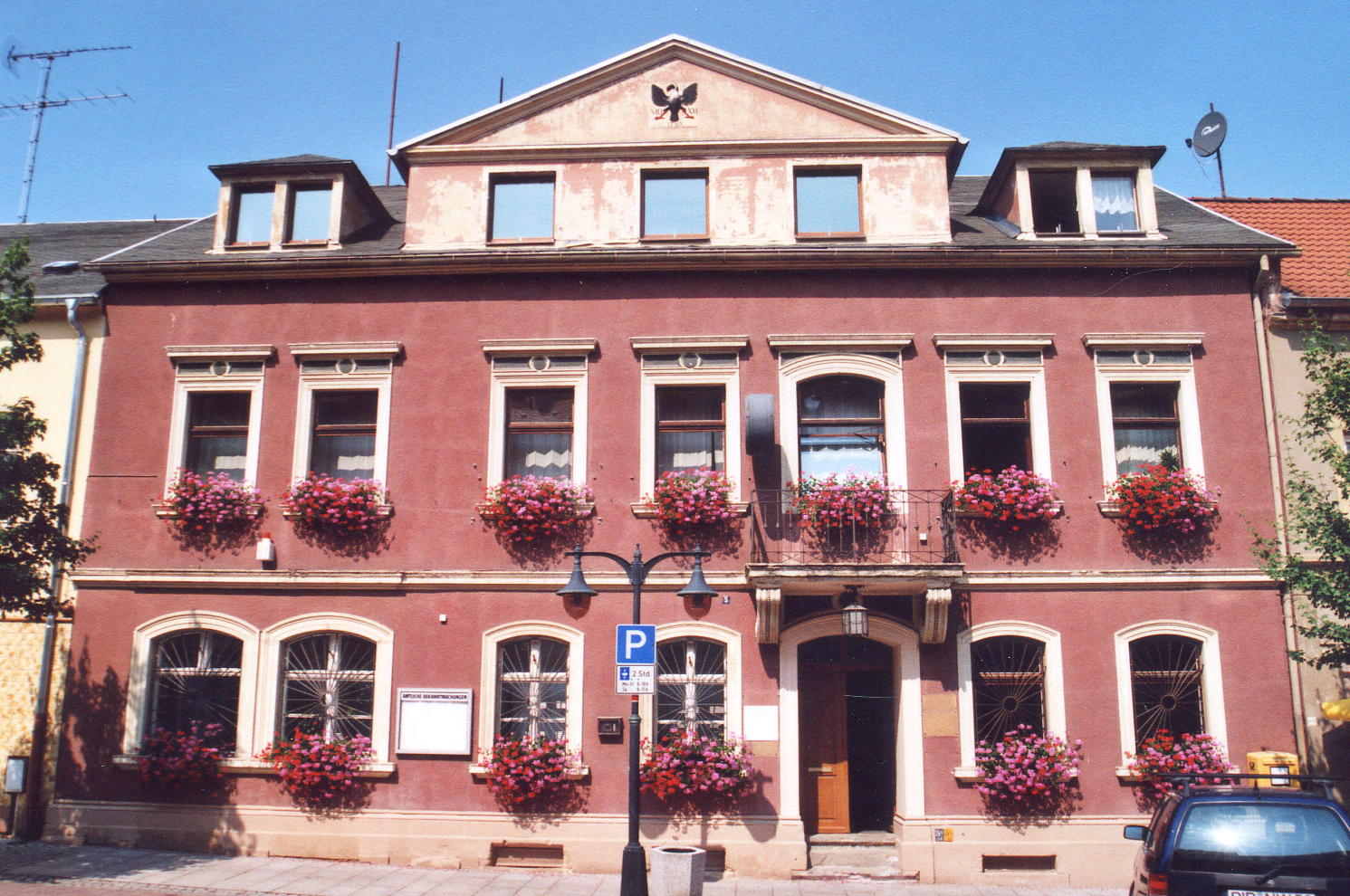
Bad Gottleuba: Rathaus

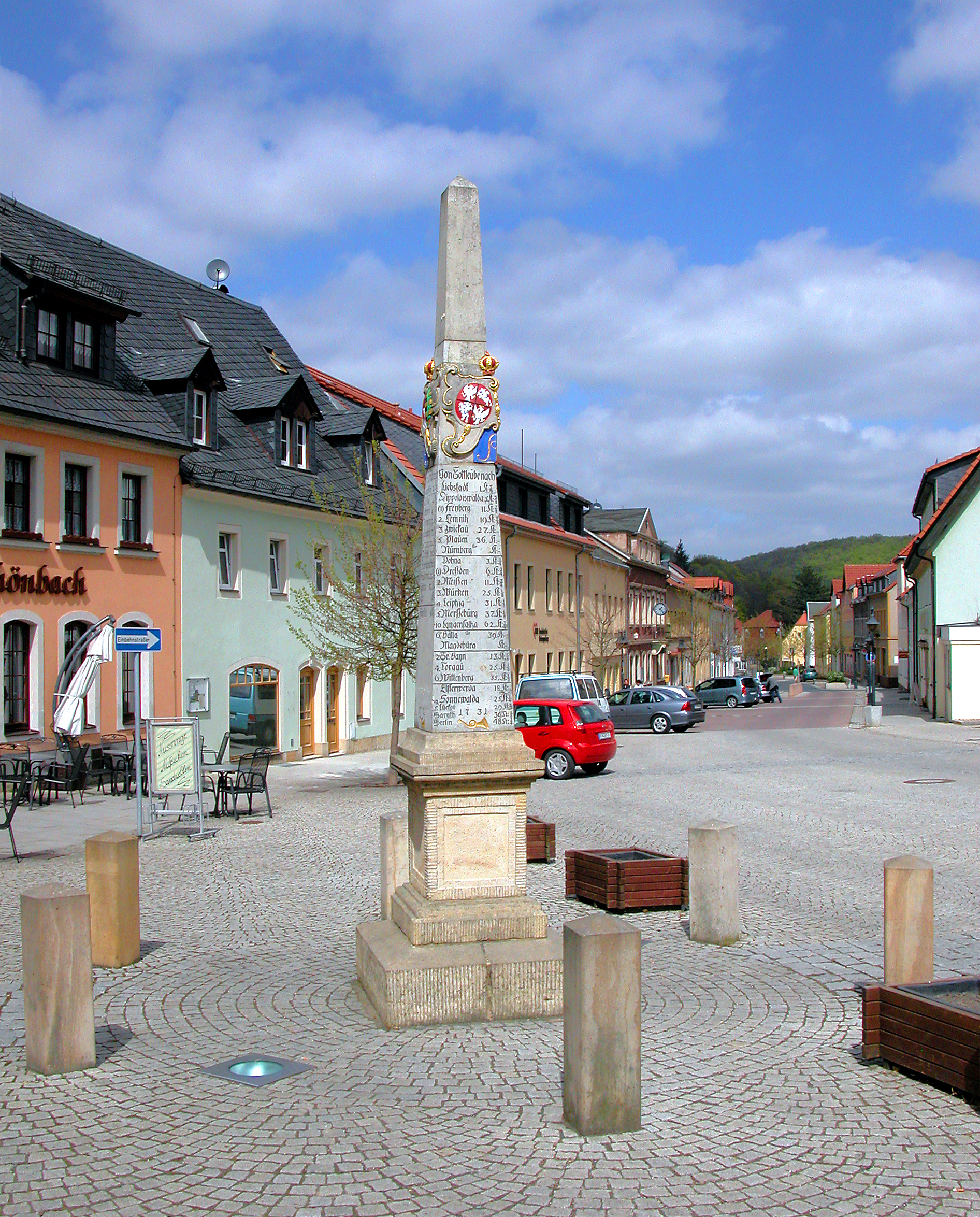
Kursächsische Postdistanzsäule in Bad Gottleuba

Die am gleichnamigen Fluss gelegene ehemalige Bergstadt Gottleuba wurde erstmals 1363 als Gotlavia erwähnt. Der Name änderte sich im Laufe der Zeit mehrfach, überliefert sind u. a. Gothlewen (1374), Gotleeb (1378), Gotelobe (1386), Goteleybe (1405) und Gottlewbe (1453).
Indizien sprechen aber dafür, dass der Ort wesentlich älter ist als seine Ersterwähnung. So wurde die hier befindliche Pfarre (Kirche) bereits 1352 genannt. Teile des Turmes der wohl ursprünglich als Wehranlage genutzten Kirche sowie der im Stadtwappen verwendete Reichsadler weisen auf eine Gründung des Ortes vor 1294 hin. Damals wurde die Region um Gottleuba als Reichslehen von den Burggrafen von Dohna verwaltet. Karlheinz Blaschke gibt für Gottleuba für die Zeit um 1300 eine Einwohnerzahl von 250 an, was bereits auf ein ausgebildetes Gemeinwesen hindeutet, welches wahrscheinlich von den Donins gegründet wurde. Darauf deutet auch der 1298 zusammen mit Pirna erfolgte Verkauf des Ortes an König Wenzel von Böhmen hin, da die verkauften Gebiete 1405 vom meißnischen Markgrafen von Jan von Wartenberg auf Tetschen als Pfand zurückgenommen wurden.
Die Anlage der Siedlung ist im Zusammenhang mit einer Wehranlage zu sehen, die im Bereich von Kirche und Friedhof angelegt wurde. Unterhalb dieses Bereiches befand sich eine Furt durch die Gottleuba, die der Kulmer Steig auf seiner Wegführung über das Osterzgebirge nach Böhmen zur Flussquerung nutzte.
Eine weitere Befestigungsanlage befand sich nahe dem südöstlich von Bad Gottleuba befindlichen Dorf Erdmannsdorf. Dieses Dorf wurde urkundlich erstmals 1379 als Ertmansdorf erwähnt, aber bereits 1206 wurden adlige Gerichtszeugen als Herren de Ertmaresdorf genannt. 1379 kam das Dorf in den Besitz des Thimo von Colditz auf Graupen (heute Krupka). Heute existiert der Ort nicht mehr, da er bereits 1429 im Hussitenkrieg völlig untergegangen ist und seine Ackerflur größtenteils an Gottleuba fiel. Zu Erdmannsdorf gehörte auch ein Schloss, von dem heute nur der Name des Berges Wachstein (524 m ü. NN) beziehungsweise die im Volksmund als Wüstes Schloss benannte Felswildnis zeugt. Auch der Bachname Ratzschbach (tschech. hradschin = Burg) südlich vom Wachstein erinnert an die frühere Burganlage, von der noch Mitte des 19. Jahrhunderts die Reste der Umwallung zu sehen waren. Diese Wehranlagen dienten als meißnisches Gegenstück zu den böhmischen Befestigungen (Rittergut) in Oelsen. Beide Anlagen waren notwendig als Quartier für Fuhrleute und Tiere der Kaufmannswagen, die von Pirna und Dohna über Erdmannsdorf und Oelsen ins Böhmische zogen.
Den Ausschlag für die Siedlungsgründung gaben aber nicht die Fuhrleute, sondern im Umfeld getätigte Erzfunde. Der bergbauliche Hintergrund der Ortsanlage ist unstrittig, da Gottleuba eine Stadt ohne Ackerflur war. Ackerfluren erhielt sie erst, nachdem ihr die Fluren des bereits erwähnten Erdmannsdorf im 15. Jahrhundert zufielen. Auch der Grundriss Gottleubas mit seiner unregelmäßigen Struktur weist auf eine sich rasch entwickelnde Siedlung hin, deren wirtschaftliche Basis im Bergbau und nicht in der Landwirtschaft oder dem Handel lag.
Eisenhaltiges Gestein sowie etwas Kupfer und Silber wurde am Nordende der Erdmannsdorfer Flur gefunden. Diese Funde lockten Bergleute aus Freiberg und Ehrenfriedersdorf aber auch aus dem nördlichen Thüringen und dem Harz herbei. Bereits 1386 regelte ein landesherrlicher Vogt die Bergwerksverhältnisse. Erst 1889 wurde die letzte Grube (Abbau von Silbererz) geschlossen.
1463 erhielt Gottleuba das Stadtrecht, wurde aber bereits 1405 als das stetchen Goteloybe erwähnt. Kurz zuvor (1459) wurde Gottleuba im bereits genannten Grenzziehungsvertrag von Böhmen der Mark Meißen zugeschlagen.
Die privilegierte Lage an den Handelsstraßen nach Böhmen beförderte in Gottleuba auch Handwerk und Handel. Bereits im 16. Jahrhundert waren Gottleubaer Innungen mit besonderen Handelsrechten ausgestattet (zum Beispiel Abhaltung von Frühjahrs- und Herbstmärkten, Bewilligung von Wochenmärkten).
Kriege, Krankheiten, große Stadtbrände (1746 und 1865) und die Hochwasserkatastrophen von 1552, 1897, 1927 und 1957 brachten der Stadt immer wieder große Rückschläge.
1881 begann in Gottleuba das Kur- und Badewesen (erste Kurgäste kamen sogar schon 1861). Grundlage dafür waren vorhandene Moorlager und die Nutzung einer eisenhaltigen Quelle. Die erste Heilquelle wurde 1828 bekannt. 1909–1913 baute die Landesversicherungsanstalt Sachsen eine Heilstätte, wodurch Gottleuba den Ruf einer sächsischen Badestadt erhielt. Der Sanatoriumsort wurde, als inzwischen seltenes bauliches Denkmal, in einheitlichem Jugendstil von der Architektenfirma Schilling & Graebner gestaltet. Die staatliche Anerkennung und damit das Recht, die Bezeichnung Bad im Namen führen zu dürfen, erhielt Gottleuba am 20. Dezember 1936 auf Grund von § 9 der deutschen Gemeindeordnung vom 30. Januar 1935. Am 1. Januar 1978 wurde Bad Gottleuba Staatlich anerkannter Kurort. Im Kliniksanatorium wurden zwischen 1954 und 1989 jährlich ca. 5000 Kuren durchgeführt. Seit 1991 wird das Sanatorium unter der Bezeichnung Gesundheitspark Bad Gottleuba von der TRIA Immobilienanlagen- und Verwaltungs-GmbH Berlin geführt.
1965 bis 1974 wurde endlich der seit Beginn des Jahrhunderts geforderte Hochwasserschutz im Gottleubatal durch den Bau der Talsperre realisiert. Die Staumauer ist 52 m hoch und 327 m lang, die Wasserfläche bedeckt 174 ha. Ihre Bewährungsprobe bestand die Talsperre beim Jahrhunderthochwasser 2002. Dennoch entstanden im Stadtgebiet Schäden in einer Höhe von 6 Millionen Euro.
Mit der Fertigstellung der Talsperre Gottleuba endete 1976 die knapp 71 Jahre währende Ära der Eisenbahn in Gottleuba. Die einst 1905 eröffnete Erweiterung der Nebenbahnstrecke Pirna–Berggießhübel nach Gottleuba beeindruckte durch ihre romantische Streckenführung entlang der Gottleuba.
Am 1. Januar 1999 schlossen sich die Städte Bad Gottleuba und Berggießhübel mit den Gemeinden Langenhennersdorf und Bahratal zur neuen Stadt Bad Gottleuba-Berggießhübel zusammen.
Einwohnerentwicklung Bad Gottleuba
| - 1300: 250 Einwohner - 1550: 545 Einwohner - 1697: 151 erwachsene Bewohner, 57 bewohnte Häuser, 45 wüste Wohnstellen - 1779: 87 Wohnparteien | - 1801: 409 Einwohner - 1815: 498 Einwohner - 1834: 673 Einwohner, 107 Häuser - 1871: 914 Einwohner - 1890: 1176 Einwohner | - 1910: 1414 Einwohner - 1925: 1512 Einwohner - 1939: 2144 Einwohner - 1946: 3188 Einwohner - 1957: 5301 Einwohner - 1970: 2585 Einwohner |

### Berggießhübel

Wappen der ehemals selbstständigen Stadt Berggießhübel

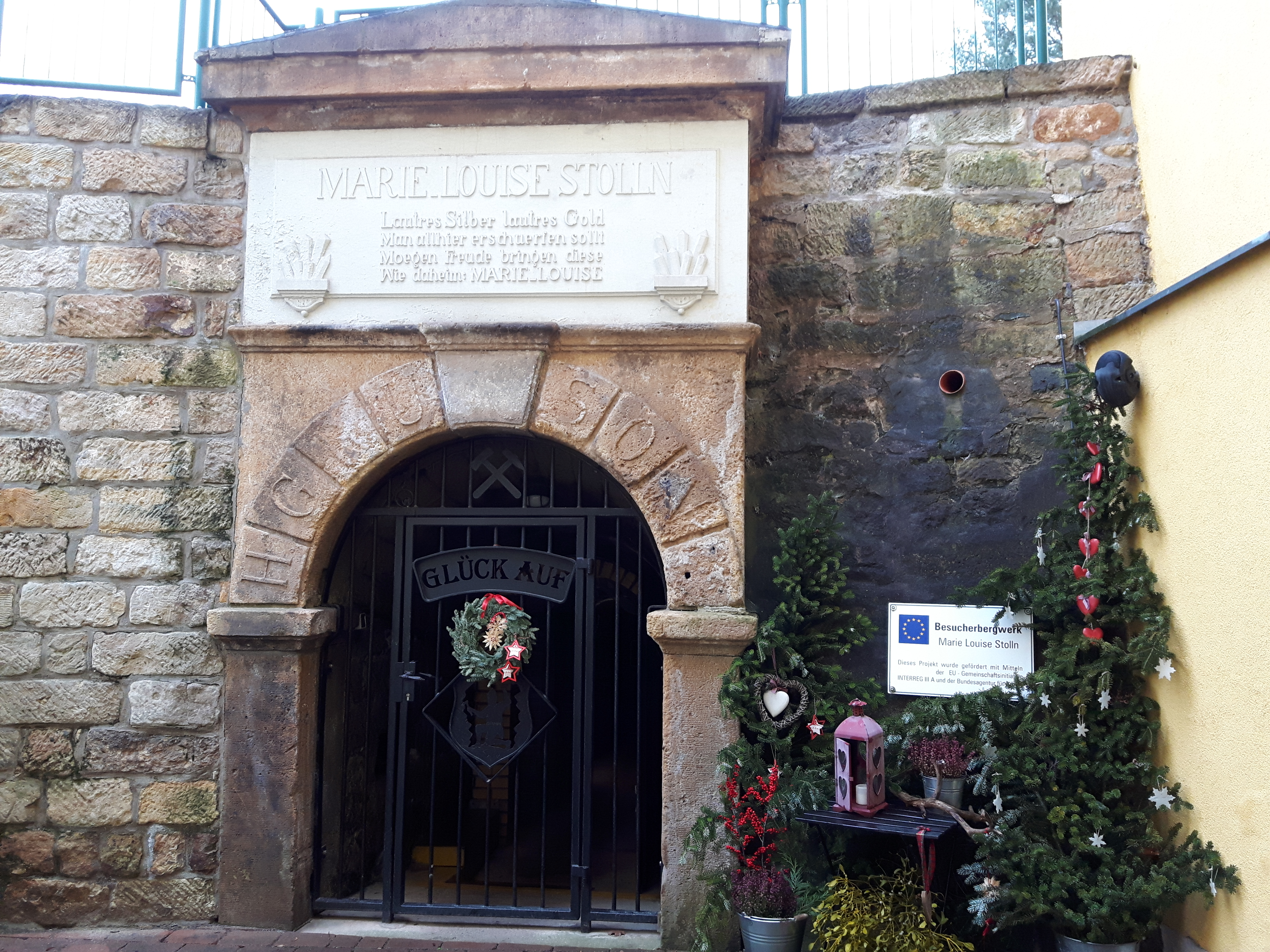
Mundloch des Besucherbergwerks Marie-Louise-Stolln

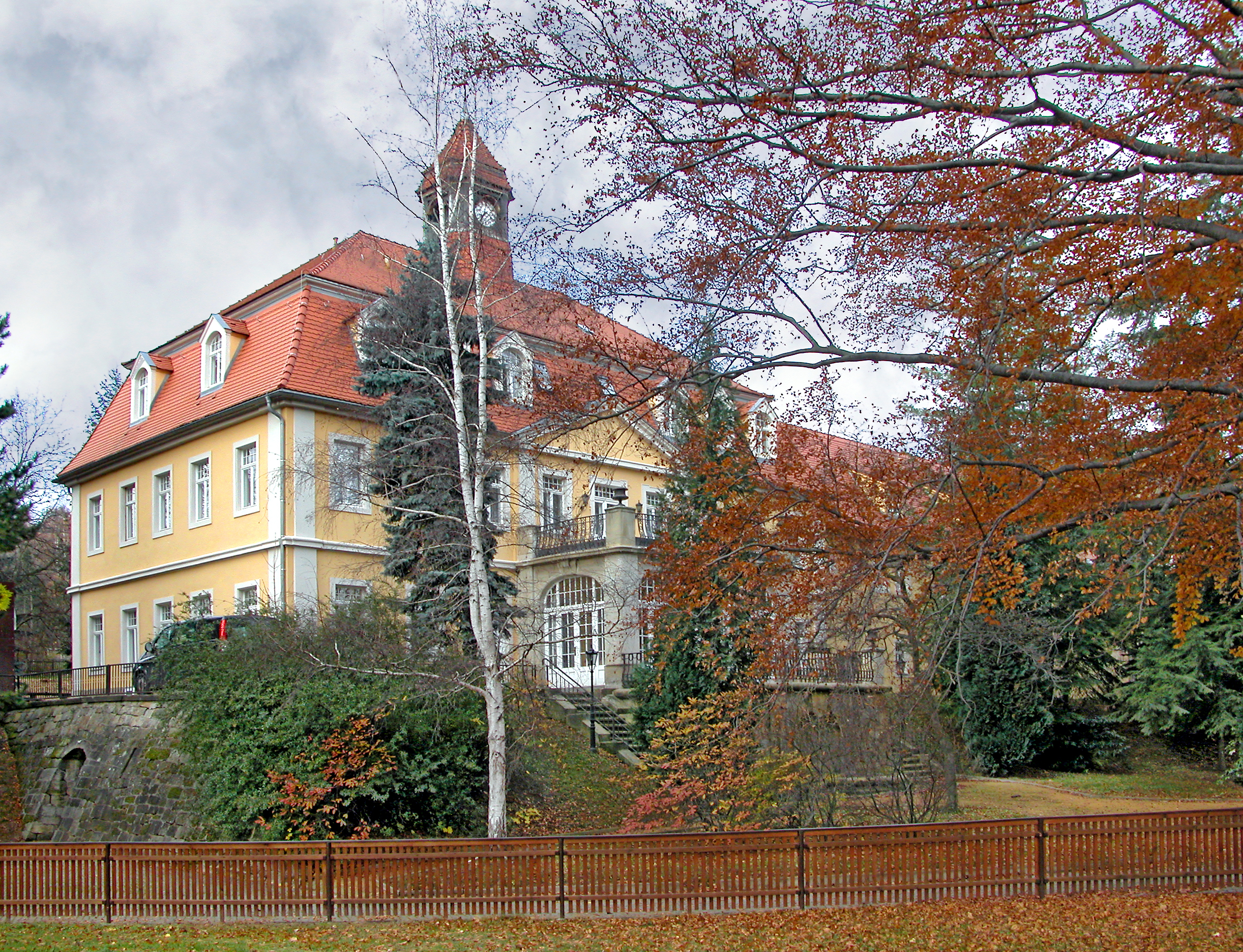
Schloss Friedrichsthal 2006

Berggießhübel wurde 1457 als „Gißhobel, das dorff“ erstmals erwähnt. Eine sieben Jahre früher (1450) erwähnte Nennung des Namens „Gißhobel“ in einer Abrechnung des Amtmanns von Pirna bezog sich wahrscheinlich auf das Gottleubaer Vogteibergwerk am Witeberg und bezeichnete die Bergwerksflur. Die Existenz einer Siedlung auf dieser Flur ist zu diesem Zeitpunkt anzunehmen, aber urkundlich nicht zu belegen.
Für den Namen gibt es zwei Erklärungen: Bei Hey (Die slavischen Siedlungen im Königreich Sachsen – 1893) heißt es: „hubil“ bedeutet so viel wie Bodenerhebung oder Hügel; das althochdeutsche „giozo“, mittelhochdeutsche „gieze“ beziehungsweise süddeutsche „Gieß, Gießen“ bedeutet so viel wie Wasserguss oder Wasserfall und käme somit nicht von alten Gießhütten her. Damit könnte unter Gießübel oder Gießhübel ein in die Luft hinausragender Gießstein beziehungsweise eine Wasserrinne gemeint sein. Schmidt hingegen ist in Landesverein Sächsischer Heimatschutz. Band XVI. 1927 der Auffassung, dass der Name die Bedeutung „Berg, wo Erz geschmolzen und gegossen wird“ hat. Dass der Name bereits vor dem Beginn des Bergbaus in Berggießhübel bestand, ist eine Vermutung. Die Flur des späteren Berggießhübel war Besitz der Bergvogtei Gottleuba, Berggießhübel dürfte vor 1379 noch nicht existiert haben. Erst 1457 heißt es „Gißhobel das dorff“, 1542 ist vom „stetlein“ die Rede, schließlich 1548 vom „stedtlein Bergk Gießhobel“. In diesem Jahr erfolgte auch die Stadtrechtsverleihung. Kirchlich wurde Berggießhübel erst 1676 selbstständig.

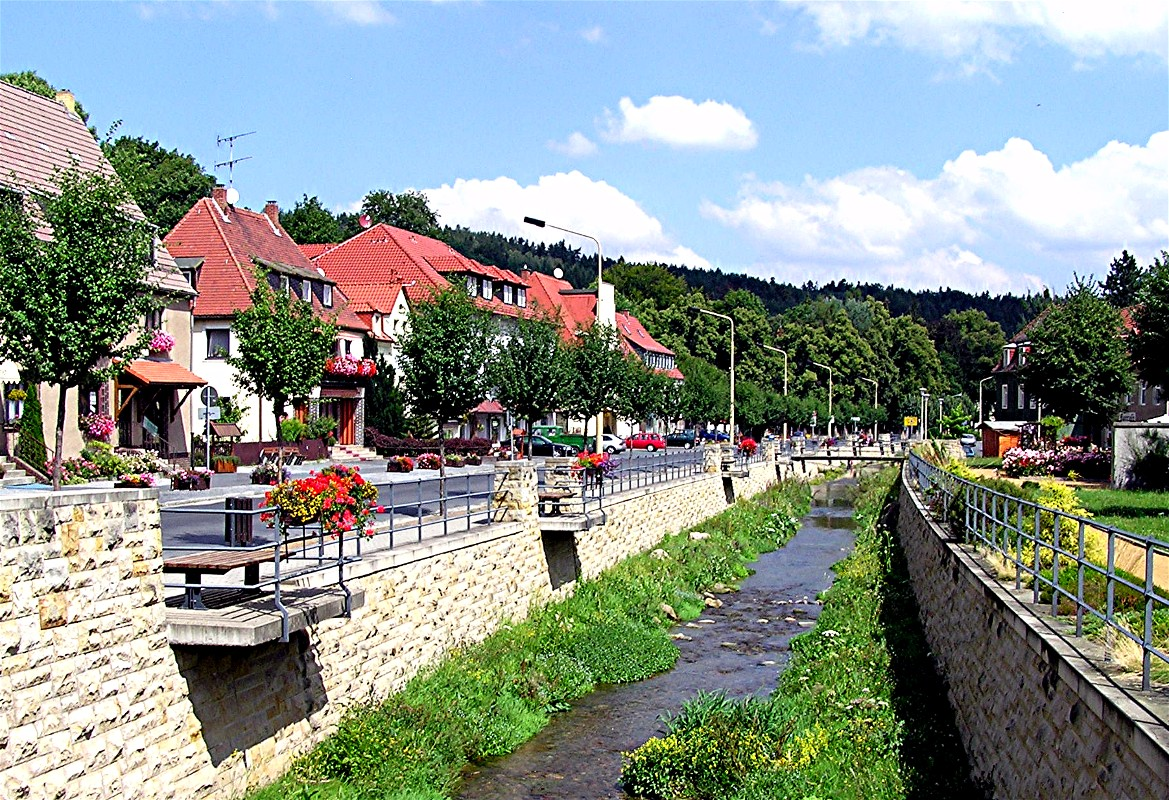
Blick auf die Kurpromenade an der Gottleuba im Kneipp-Kurbad Berggießhübel

Im Dreißigjährigen Krieg kamen 1648 die Eisengruben und Hammerwerke fast vollständig zum Erliegen.
1717 wurde heilkräftiges Wasser beim Vortrieb eines Stollens gefunden. Die Quelle (Johann-Georg-Brunnen) begründete den Berggießhübler Badebetrieb. Fünf Jahre später wurde eine zweite Quelle („Friedrich- oder Sauerquelle“) entdeckt. Es wurde ein neues Badehaus gebaut und die Stadt erhielt Schank-, Brau- und Jagdrechte.
1813 besetzten französische Truppen den Ort und richteten große Schäden an. Der Badebetrieb kam zum Erliegen. 1822 wurde der Badebetrieb durch Friedrich August Freiherr von Leyßer neu belebt. Mit der Inbetriebnahme der Eisenbahnlinie von Pirna über Langenhennersdorf nach Berggießhübel am 17. Juli 1880 wurde die Region weiter erschlossen. 1905 wurde die Eisenbahn weiter bis nach Gottleuba geführt.
Da Berggießhübel im sehr engen Gottleubatal liegt, war es schon immer von den Hochwassern des Flusses stark betroffen. Das Hochwasser von 1927 jedoch wurde zur Katastrophe für den Ort. In der Nacht vom 8. zum 9. Juli 1927 ergoss sich eine riesige Flutwelle über das Gottleuba- und das benachbarte Müglitztal. Dabei kamen im Gottleubatal etwa 130 Menschen ums Leben, darunter allein 88 in Berggießhübel.
Der Wiederaufbau gab seit 1928 der Stadt sein Gepräge. 1934 wurde das „Kneipp-Kurbad-Berggießhübel“ gegründet und damit das Wasserheilverfahren nach Pfarrer Sebastian Kneipp eingeführt.
1942 wurde die letzte Schicht auf der Prinzessinhöhe, Schacht 381 der Oberschlesischen Hüttenwerke Gleiwitz gefahren und damit eine über 700-jährige Bergbautradition beendet.
Nach dem Krieg wurden 1945 die Wiederaufnahme des Kurbetriebes und der Ausbau zum bedeutendsten Kneippkurort der DDR begonnen. 1972 wurde Berggießhübel Staatlich anerkannter Kneippkurort.
1993 eröffnete die neue MEDIAN-Klinik auf dem Gelände des Gutes „Friedrichsthal“.
1999 schlossen sich die beiden Kurorte Berggießhübel und Bad Gottleuba mit zwei weiteren Gemeinden zur Stadt Bad Gottleuba-Berggießhübel zusammen.
2006 wurde das Besucherbergwerk Marie-Louise-Stolln eröffnet. Zu Pfingsten 2006 gründete sich die Berggießhübler Knappschaft.
Einwohnerentwicklung Berggießhübel
| - 1550: 299 - 1697: 290 erwachsene Einwohner, 78 Häuser, 12 wüste Wohnstellen - 1779: 285 Einwohner - 1801: 430 Einwohner, 80 Häuser | - 1815: 395 Einwohner, 73 Häuser - 1834: 644 Einwohner, 88 Häuser - 1871: 1161 Einwohner - 1910: 1327 Einwohner - 1890: 1499 Einwohner | - 1925: 1298 Einwohner - 1939: 1817 Einwohner - 1946: 2032 Einwohner - 1957: 2032 Einwohner - 1970: 2085 Einwohner |

### Langenhennersdorf und Bahra

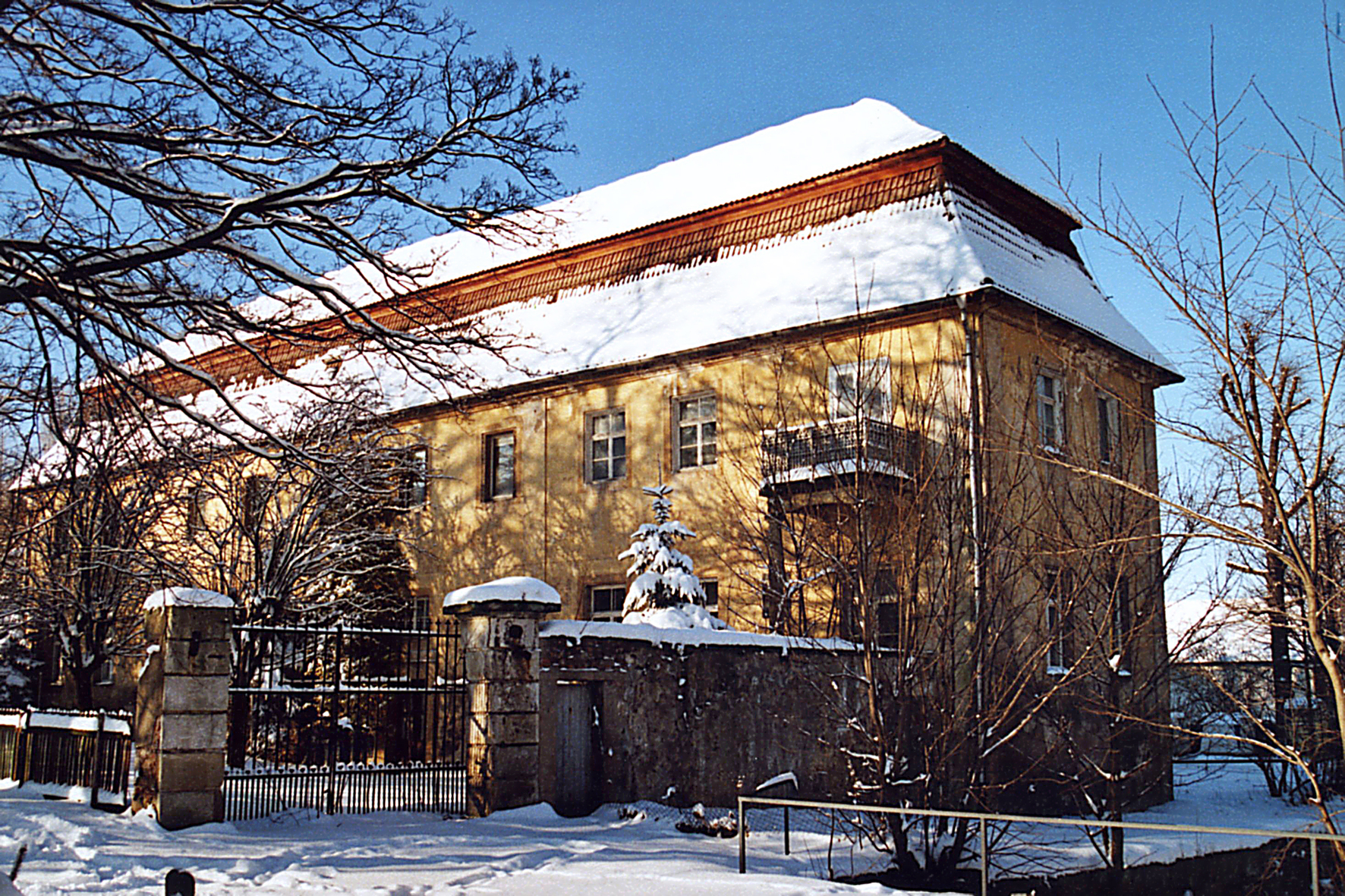
Ehemaliges Rittergut in Langenhennersdorf

Langenhennersdorf wurde als „Hennici villa“ 1356 erstmals erwähnt und 1404 der Markgrafschaft Meißen zugeordnet. Der Ort wurde zunächst zur Hälfte vom Kursächsischen Amt Pirna und zur anderen Hälfte vom Rittergut Cotta verwaltet.
1524 wurde Bahra erstmals erwähnt. Der Name leitet sich vom althochdeutschen „bar“ (so viel wie leer) und „para“ (so viel wie Blöße, Waldblöße, abgetriebener Wald) her und bedeutet somit leere Fläche, Öde oder Waldblöße.
Bahra wurde 1548 dem Rittergut Langenhennersdorf zugeordnet.
1649 erging eine Betriebsgenehmigung für einen Schmelzofen zur Eisenherstellung.
1838 erhielt Bahra eine eigene Schule, während für Langenhennersdorf bereits urkundlich die erste Schule 1495 erwähnt wurde.
Am 1. Juni 1971 wurde Bahra nach Langenhennersdorf eingemeindet. Am 1. Januar 1999 im Zuge der Gemeindegebietsreform wurde schließlich Langenhennersdorf in die Stadt Bad Gottleuba-Berggießhübel eingegliedert.

### Börnersdorf und Breitenau

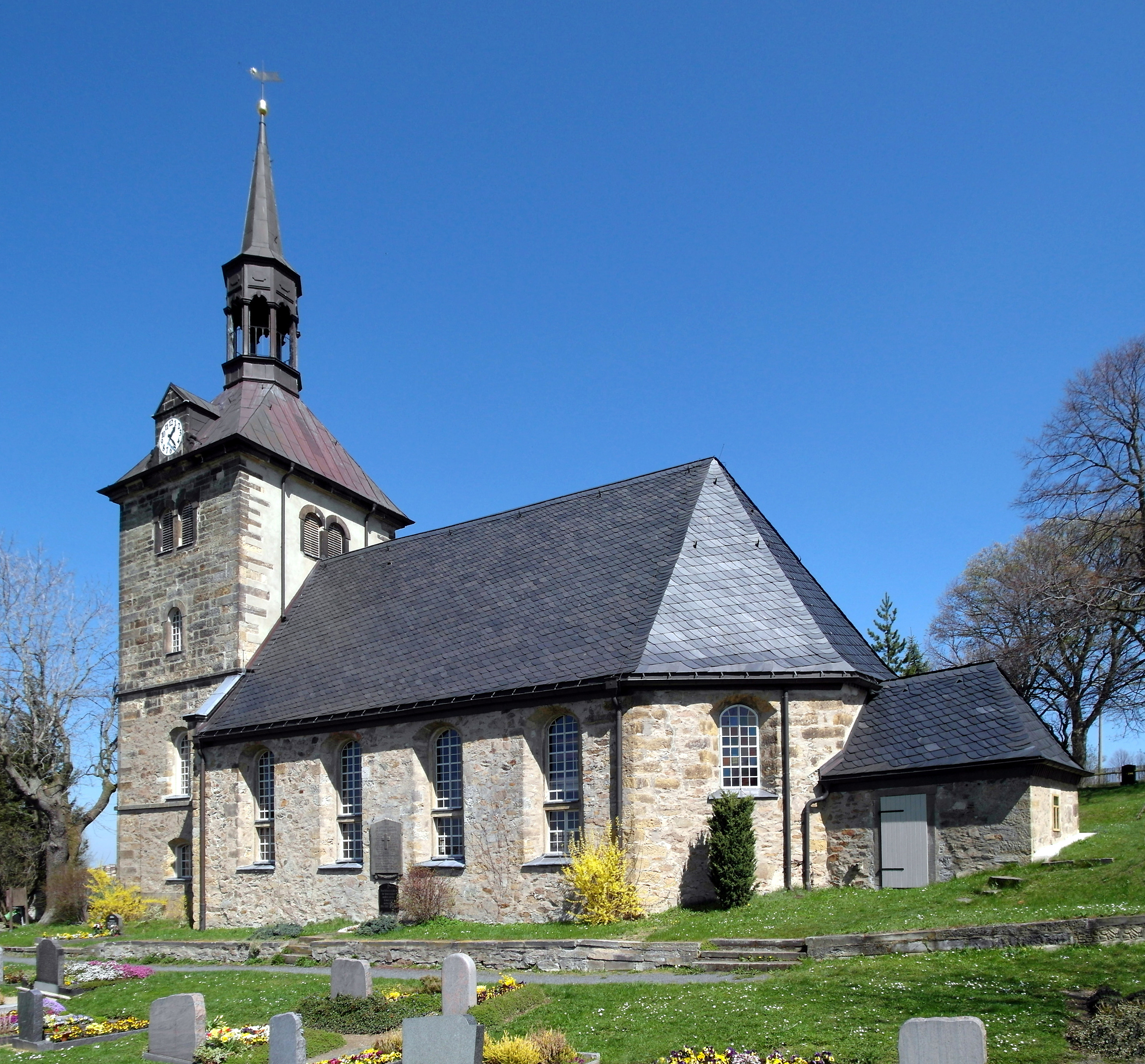
Kirche Börnersdorf

Der kleine Ort Börnersdorf (Lage) mit heute 250 Einwohnern ist Absturzort eines Transportflugzeuges am 21. April 1945 mit zehn Toten, das angeblich Privatgut Hitlers aus Berlin überführte. Die Ju 352 ging auf einem Feld zu Boden, die Fracht in eisernen Kisten wurde von LKWs aus Dresden abgeholt und gilt teilweise noch heute als verschollen. 1983 behauptete das Nachrichtenmagazin Stern nach Recherchen vor Ort, Hitlers Tagebücher, die in den Kisten gewesen seien, erworben zu haben. Doch diese kostspielig erworbenen Bücher stellten sich bald als Fälschungen heraus. Nicht nur die internationale Presse berichtete über den Skandal der Hitler-Tagebücher. Später entstand ein bekannter Kinofilm zur Affäre, in dem auch der Absturz in Börnersdorf Erwähnung findet.
Die Gemeinden Börnersdorf und Breitenau (mit der am 1. Juli 1950 eingemeindeten Ortschaft Oelsengrund) schlossen sich am 1. Januar 1972 zur Gemeinde Börnersdorf-Breitenau zusammen. Am 1. Januar 1997 wurde Börnersdorf-Breitenau nach Bad Gottleuba eingemeindet.

### Einwohner- und Größenentwicklung Gesamtstadt
| - 1990: 6727 - 1998: 6629 - 2000: 6448 - 2001: 6376 - 2002: 6277 | - 2003: 6235 - 2004: 6152 - 2005: 6078 - 2007: 5969 - 2008: 5917 | - 2009: 5885 - 2010: 5809 - 2011: 5761 - 2012: 5708 - 2013: 5682 |

### Übersicht über die Eingemeindungen
| Ehemalige Gemeinde    | Datum      | Anmerkung                                                |
| --------------------- | ---------- | -------------------------------------------------------- |
| Bad Gottleuba         | 01.01.1999 |                                                          |
| Bahra                 | 01.06.1971 | Eingemeindung nach Langenhennersdorf                     |
| Bahratal              | 01.01.1999 |                                                          |
| Berggießhübel         | 01.01.1999 |                                                          |
| Börnersdorf           | 01.01.1972 | Zusammenschluss mit Breitenau zu Börnersdorf-Breitenau   |
| Börnersdorf-Breitenau | 01.01.1997 | Eingemeindung nach Bad Gottleuba                         |
| Breitenau             | 01.01.1972 | Zusammenschluss mit Börnersdorf zu Börnersdorf-Breitenau |
| Haselbach             | 01.01.1936 | Eingemeindung nach Gottleuba                             |
| Hartmannsbach         | 01.01.1936 | Eingemeindung nach Gottleuba                             |
| Hellendorf            | 01.01.1970 | Zusammenschluss mit Markersbach zu Bahratal              |
| Hennersbach           | 1934       | Eingemeindung nach Börnersdorf                           |
| Langenhennersdorf     | 01.01.1999 |                                                          |
| Markersbach           | 01.01.1970 | Zusammenschluss mit Hellendorf zu Bahratal               |
| Oelsen                | 01.01.1996 | Eingemeindung nach Bad Gottleuba                         |
| Oelsengrund           | 01.07.1950 | Eingemeindung nach Breitenau                             |

Oelsengrund wurde 1973 von der Talsperre Gottleuba überstaut.

## Gedenkstätten

### Bad Gottleuba
- Gedenkkreuz für die Opfer der Hochwasserkatastrophe vom 8./9. Juli 1927, nahe der St.-Petri-Kirche.
- Ehrenmal aus dem Jahre 1951 im Goethepark für die Opfer des Faschismus, darunter Richard Schäfer und Siegfried Rädel.
- Grabstätten und Gedenktafel auf dem Evangelischen Friedhof an der Hellendorfer Straße, für unbekannte KZ-Häftlinge, die bei einem Todesmarsch aus einem der KZ-Außenlager im April 1945 von SS-Männern ermordet wurden. Begraben sind hier auch ungarische Jüdinnen aus dem Außenlager Dresden-Reick des KZ Flossenbürg.
- Gedenktafel am Wohnhaus Richard-Schäfer-Straße 33 im Ortsteil zur Erinnerung an den sozialdemokratischen Stadtrat Richard Schäfer, der 1945 im KZ Sachsenhausen ermordet wurde.

### Berggießhübel
- Gedenkstein für die 88 Opfer der Hochwasserkatastrophe vom 8./9. Juli 1927, an der Kurpromenade.
- Mahn- und Gedenkstele für die Opfer des Zweiten Weltkrieges, an der Kurpromenade.
- Ehrenmal von 1949 für die Opfer des Faschismus, vor der Apotheke
- Gedenktafel am Haus Talstraße 1, an der Straße, an der Paul Linde auf seinem Weg zur Arbeit verhaftet wurde. Der NS-Gegner Linde starb 1942 im KZ Sachsenhausen.

### Oelsen
- Gedenkstein und Grabstätte hinter der Kirche an der Mauer des Friedhofs, für sechs (oder sieben) erschossene oder umgekommene KZ-Häftlinge eines Todesmarsches im April 1945, die hier interniert und zum Bau von Panzersperren eingesetzt worden waren.

## Politik

### Stadtrat
Der Stadtrat besteht aus 16 Mitgliedern, die zuletzt bei der Stadtratswahl am 9. Juni 2024 gewählt wurden, deren Ergebnis nebenstehend dargestellt ist. Frühere Wahlen sind tabellarisch aufgeführt.
| Stadtrat ab 2024Insgesamt 16 Sitze - Linke: 1 - LFB: 9 - CDU: 6 | Liste              | 2024   | 2024   | 2019   | 2019   | 2014   | 2014   |
| Stadtrat ab 2024Insgesamt 16 Sitze - Linke: 1 - LFB: 9 - CDU: 6 | Liste              | Sitze  | in %   | Sitze  | in %   | Sitze  | in %   |
| Stadtrat ab 2024Insgesamt 16 Sitze - Linke: 1 - LFB: 9 - CDU: 6 | Freie Liste Bürger | 9      | 51,3   | 4      | 24,6   | –      | –      |
| Stadtrat ab 2024Insgesamt 16 Sitze - Linke: 1 - LFB: 9 - CDU: 6 | CDU                | 6      | 40,7   | 6      | 33,2   | 11     | 67,1   |
| Stadtrat ab 2024Insgesamt 16 Sitze - Linke: 1 - LFB: 9 - CDU: 6 | Linke              | 1      | 8,0    | 3      | 18,2   | 5      | 29,2   |
| Stadtrat ab 2024Insgesamt 16 Sitze - Linke: 1 - LFB: 9 - CDU: 6 | AfD                | –      | –      | 2      | 20,7   | –      | –      |
| Stadtrat ab 2024Insgesamt 16 Sitze - Linke: 1 - LFB: 9 - CDU: 6 | Grüne              | –      | –      | –      | 3,3    | –      | –      |
| Stadtrat ab 2024Insgesamt 16 Sitze - Linke: 1 - LFB: 9 - CDU: 6 | FDP                | –      | –      | –      | –      | –      | 3,7    |
| Stadtrat ab 2024Insgesamt 16 Sitze - Linke: 1 - LFB: 9 - CDU: 6 | Wahlbeteiligung    | 68,5 % | 68,5 % | 63,1 % | 63,1 % | 52,6 % | 52,6 % |

### Bürgermeisterwahlen
Bürgermeister ist seit 2021 Thomas Peters (CDU).
| Wahl | Bürgermeister    | Vorschlag | Wahlergebnis (in %) |
| ---- | ---------------- | --------- | ------------------- |
| 2021 | Thomas Peters    | CDU       | 55,9                |
| 2019 | Christian Walter | Walter    | 67,5                |
| 2012 | Thomas Mutze     | Mutze     | 98,3                |
| 2005 | Thomas Mutze     | FW        | 86,2                |
|      |                  |           |                     |
| 1994 | Volker Dittrich  | Dittrich  | 86,0                |

### Wappen
| Wappen von Bad Gottleuba-Berggießhübel | Blasonierung: „Das Wappen ist in Grün und Gold gespalten mit einem Schildhaupt in gegengestellten Farben. Vorn das Wappen von Gottleuba in Gold mit einem rot bewehrten schwarzen Adler und hinten in Silber ein schwarzgekleideter arbeitender kniender Bergmann für Berggießhübel. Im Schildhaupt am Spalt eine Tanne in verwechselten Farben, rechts drei grüne schwebende Wellen und links eine goldene Ähre.“ |
| Wappen von Bad Gottleuba-Berggießhübel | Wappenbegründung: Das Wappen von Berggießhübel war ursprünglich in Gold mit kniendem Hauer in Schwarz. |

## Kultur, Bildung und Sport

### Sehenswürdigkeiten

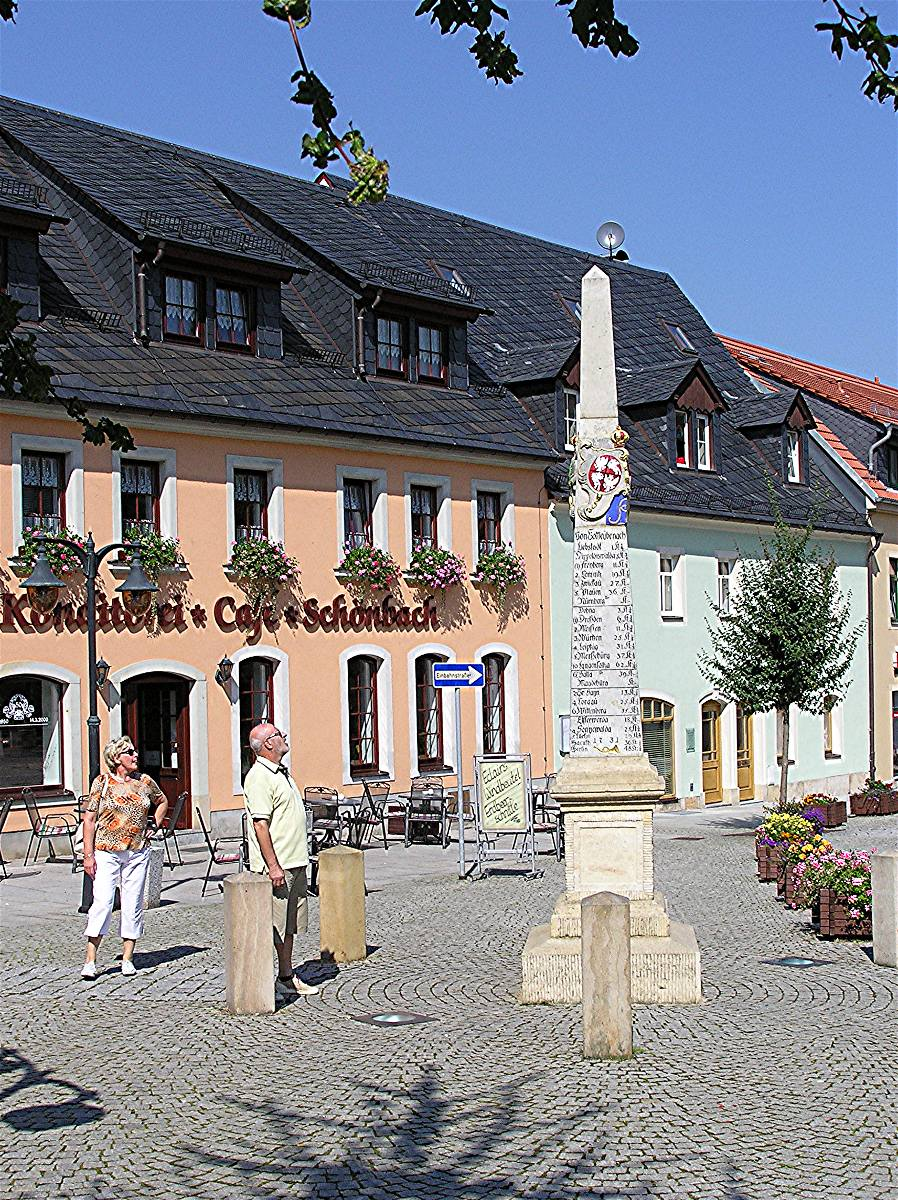
Bad Gottleuba: Postmeilensäule am Markt
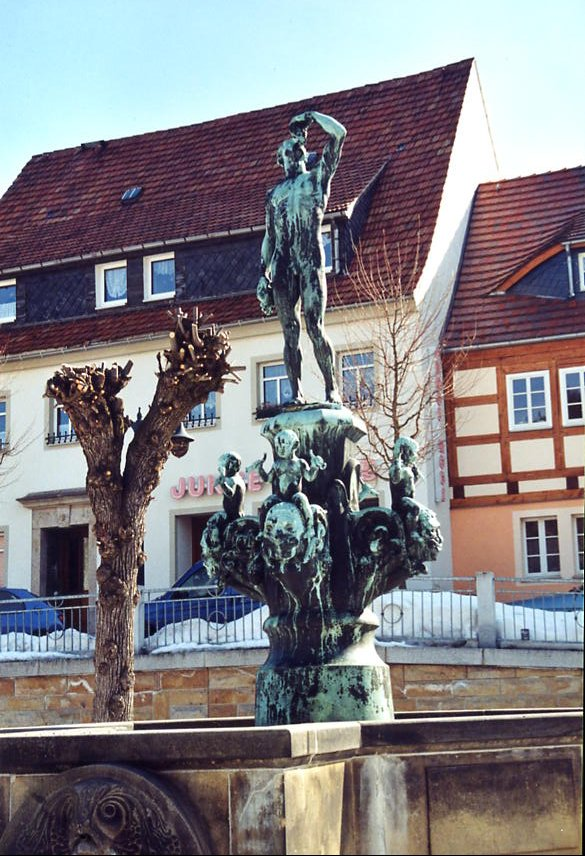
Bad Gottleuba: Marktbrunnen mit Figur „Jüngling mit Weintraube“ (1923)
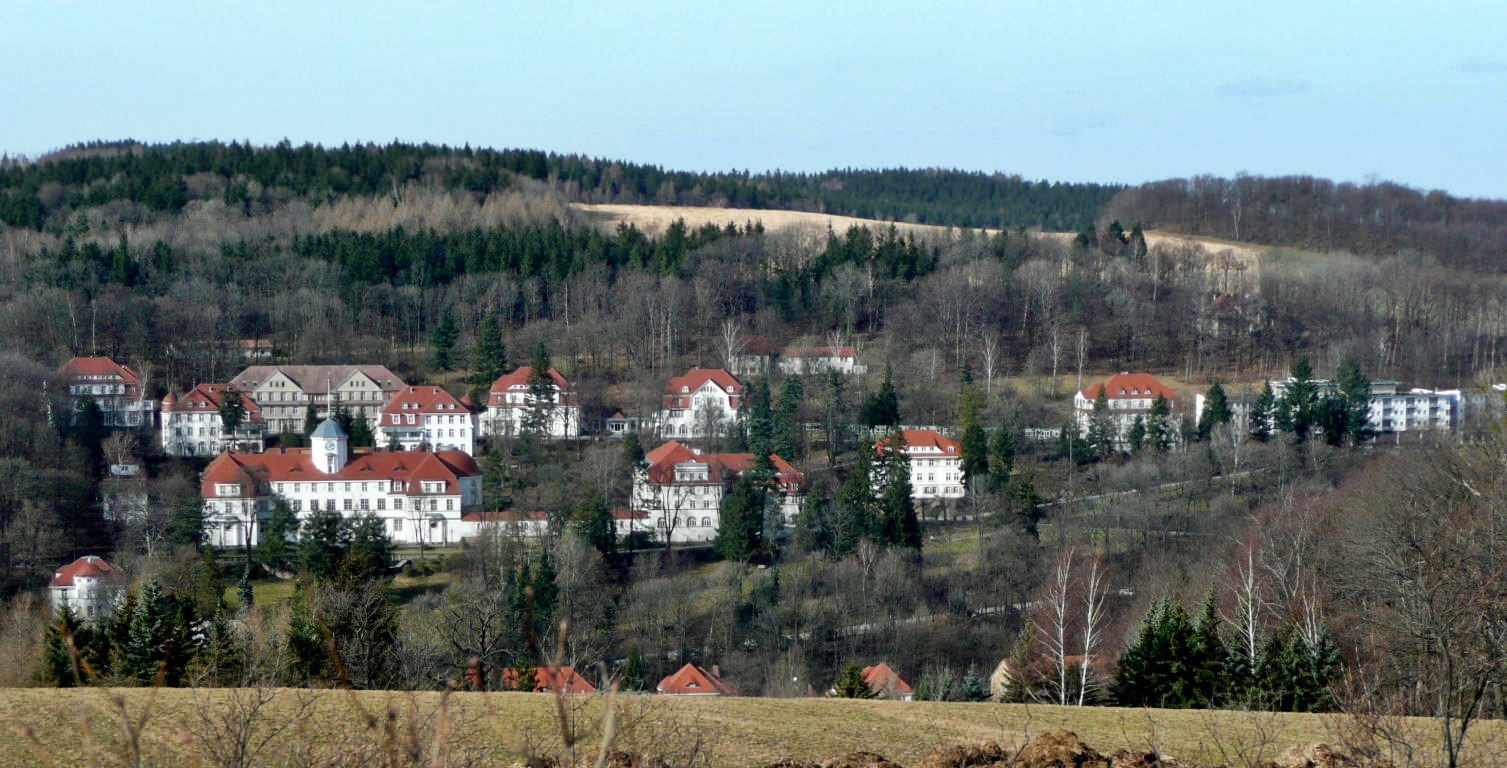
Bad Gottleuba: Gesundheitspark
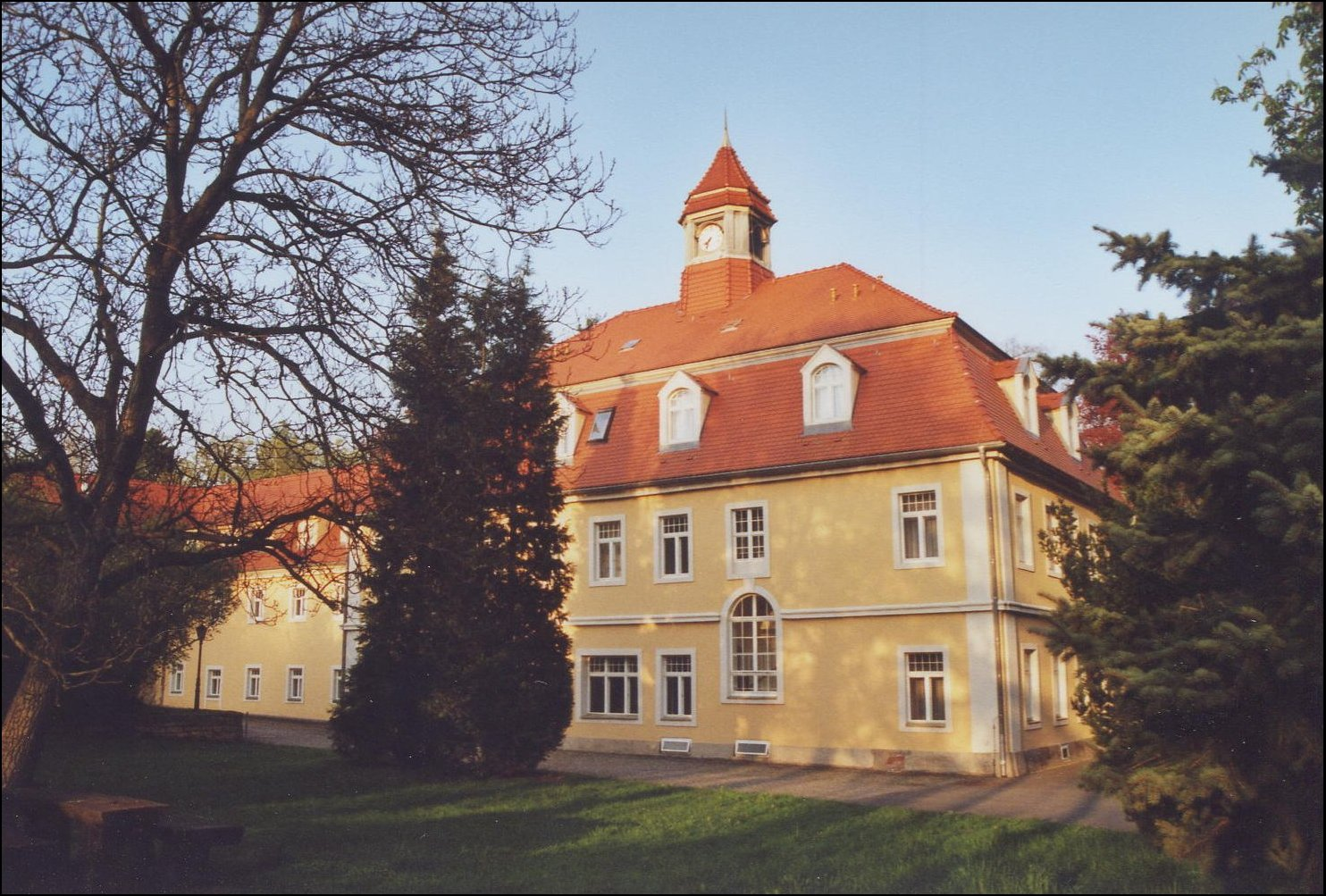
Berggießhübel: Schloss Friedrichsthal
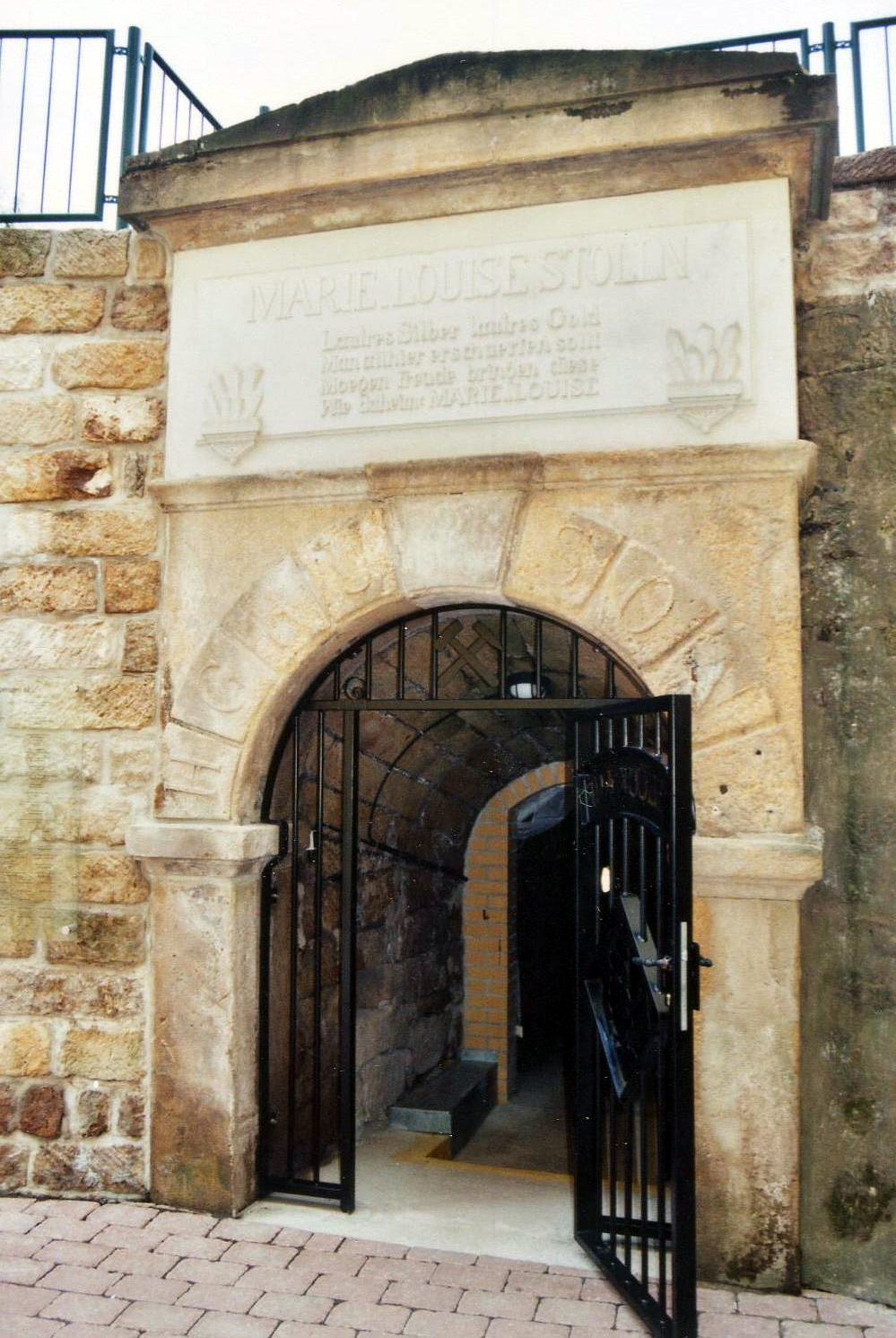
Berggießhübel: Mundloch des Besucherbergwerks „Marie Louise Stolln“
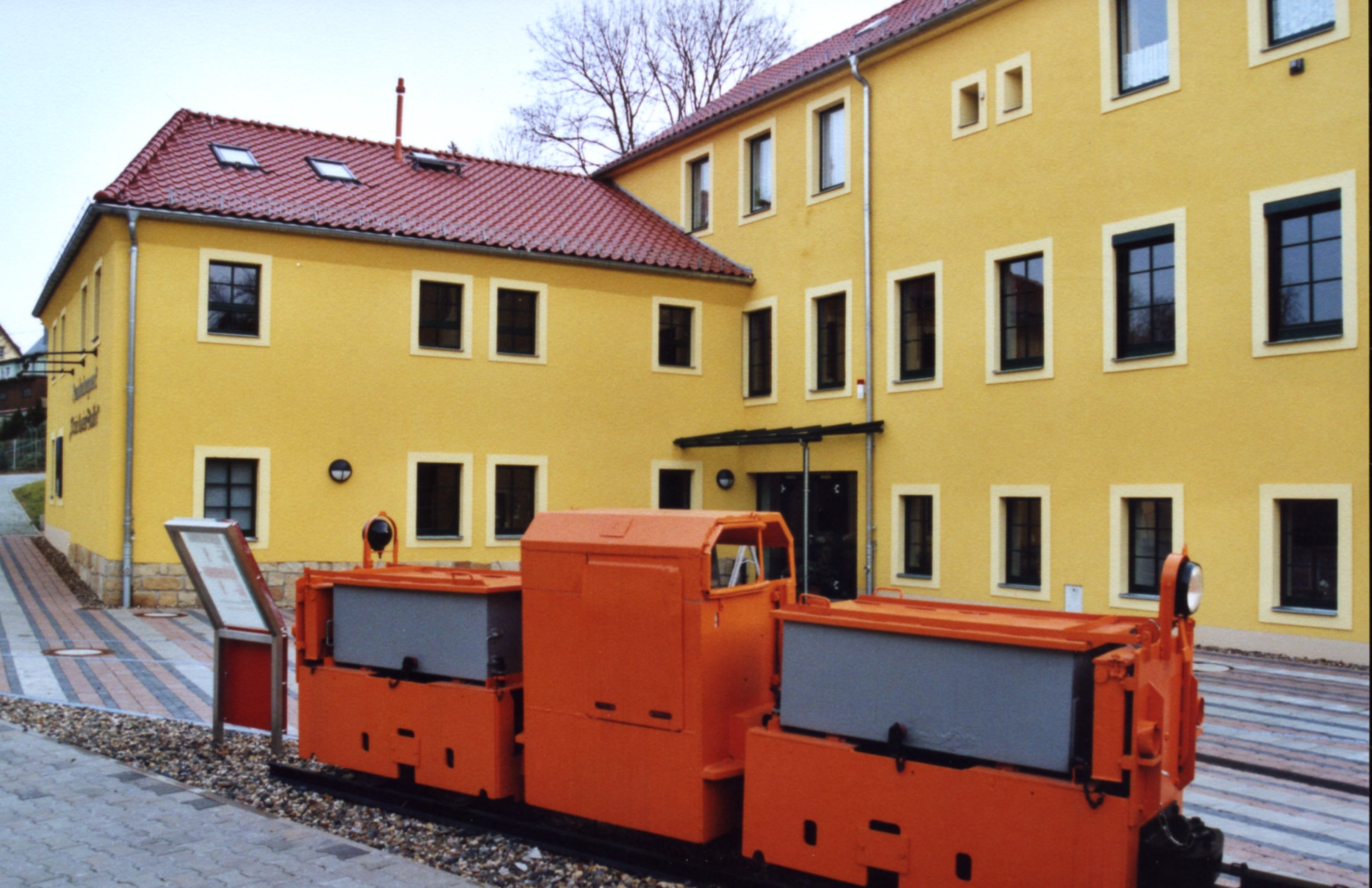
Berggießhübel: Schaubergwerk „Marie Louise Stolln“
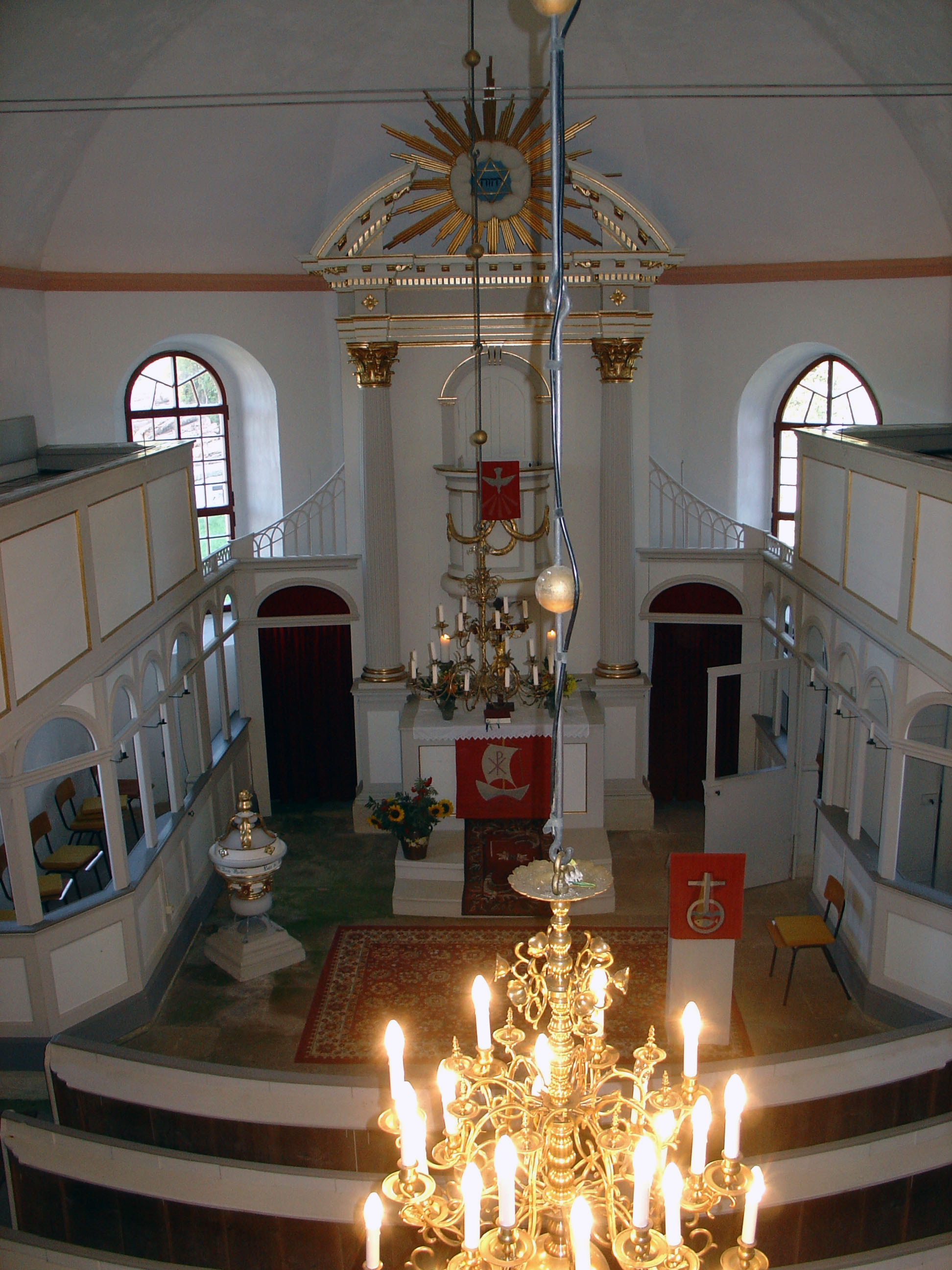
Kirche in Breitenau: Kanzelaltar
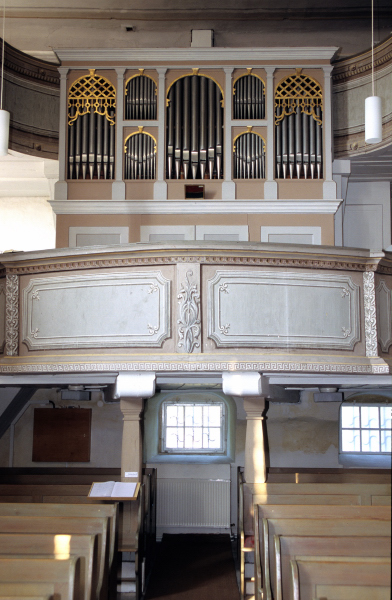
Langenhennersdorf: Herbrig-Orgel

Bad Gottleuba:

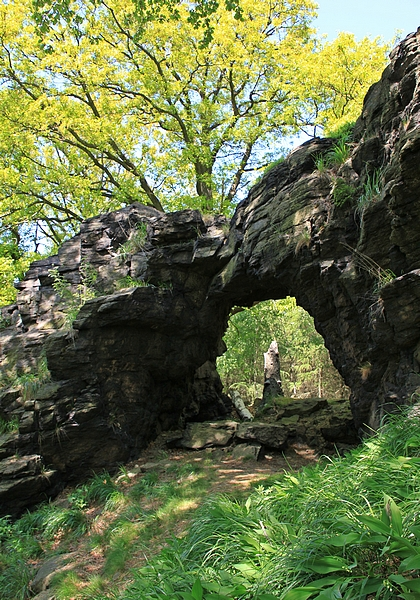
Der „Hohle Stein“, ein etwa drei Meter hohes und etwa vier Meter weites Felsentor nahe Oelsen (Flächennaturdenkmal)

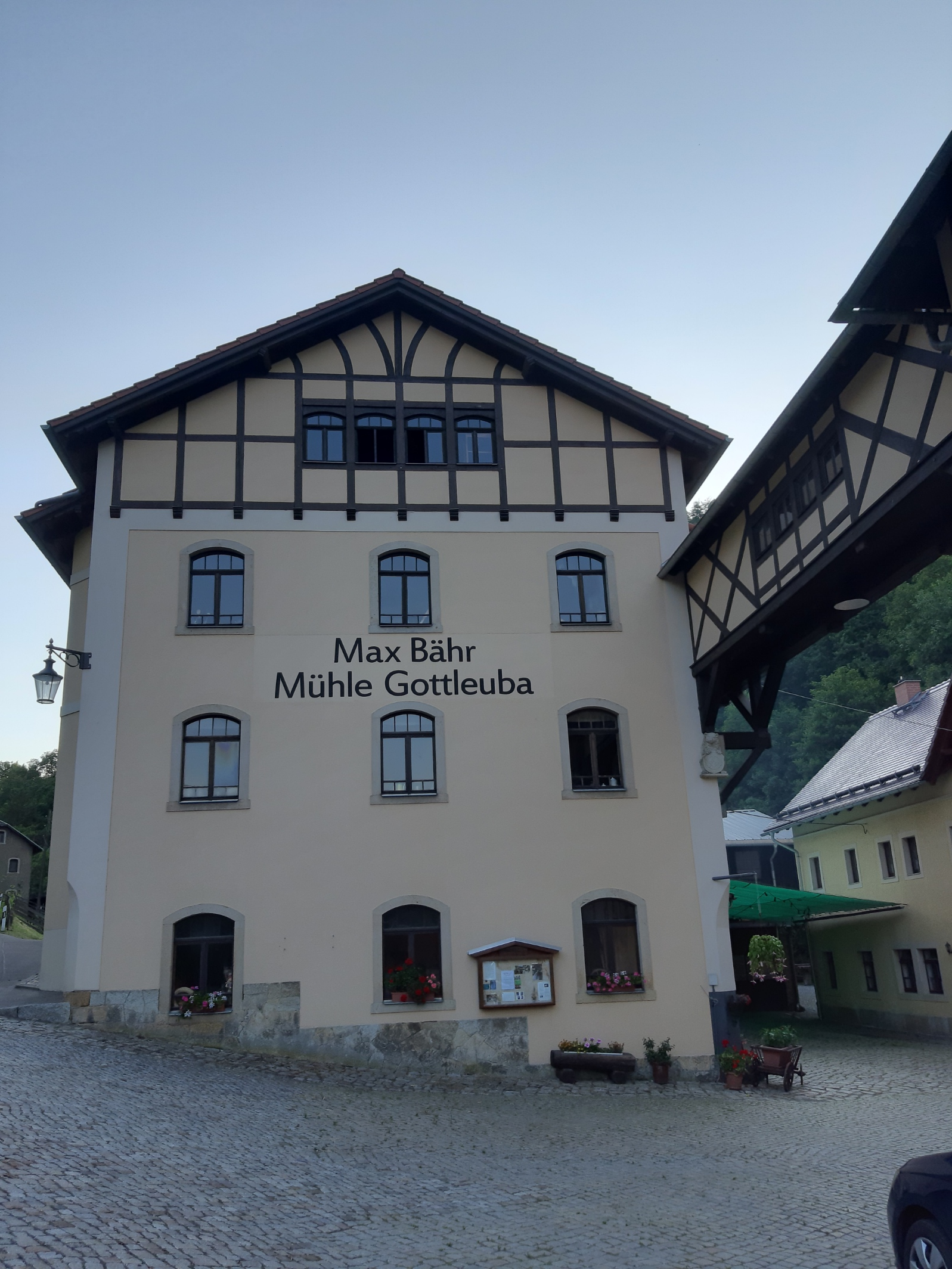
Die Bährmühle bei Gottleuba, die einzige noch funktionsfähige Getreide- und Sägemühle im Gottleubatal

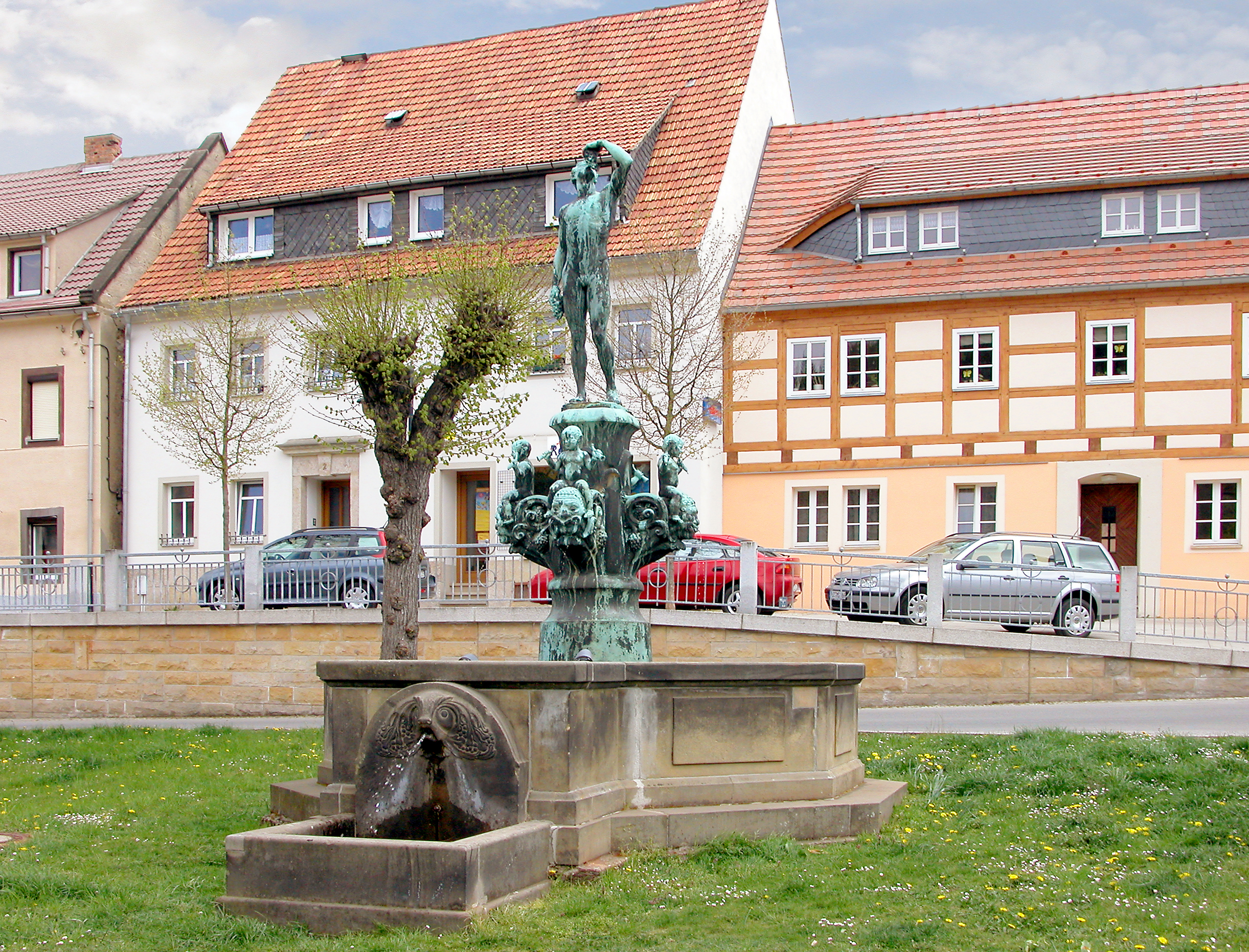
Bad Gottleuba, Traubenbrunnen am Markt

- Bähr-Mühle: Die Bähr-Mühle ist heute die einzige noch funktionsfähige Getreide- und Sägemühle im Gottleubatal. Ihre technische Ausstattung stammt vorwiegend aus den Jahren 1898 bis 1927.

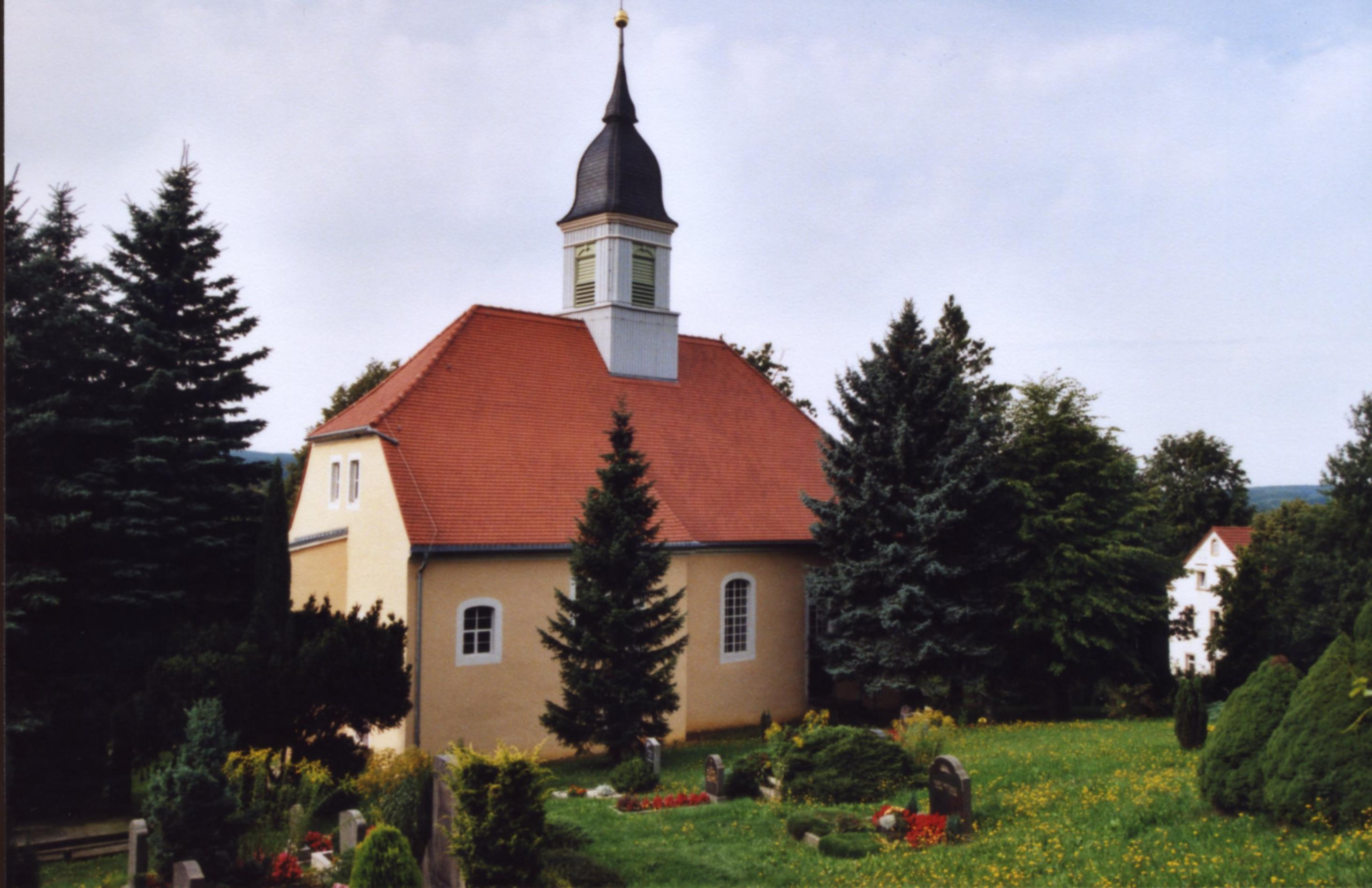
Kirche in Langenhennersdorf

- Evangelisch-Lutherische Kirche Sankt Petri: Die ursprünglich als Wehrkirche erbaute Kirche ist das älteste erhaltene Bauwerk der Stadt. Der Turmunterbau stammt wahrscheinlich aus dem 13., der Chor aus dem 15. Jahrhundert, und das Kirchenschiff ist spätgotischen Ursprungs (1525). Sehenswert sind die Deckenfresken, die vermutlich aus der Schule von Lucas Cranach stammen, die spätgotischen, reich gegliederten Astwerk-Portale sowie das Netz- und Kreuzrippengewölbe des Schiffs.
- Gesundbrunnen auf dem Markt
- Medianklinik: Die Medianklinik ist ein deutschlandweit einmaliger, zwischen 1909 und 1913 durch Schilling & Graebner errichteter Heilstättenkomplex mit 34 Jugendstilgebäuden in einer 28 Hektar großen Parkanlage am Hang des Helleberges. Die ehemals größte Heilstätte Sachsens umfasst heute ein aus fünf Fachkliniken bestehendes Reha-Zentrum der Median Kliniken sowie die medizinhistorische Ausstellung.[26] Angesiedelt ist hier auch das Deutsch-Tschechische Bildungszentrum für Rehabilitation und Balneologie.
- Kursächsische Postmeilensäule am Markt von 1731, zuletzt 1980 erneuert
- Pflanzengarten
- Poetenweg Bad Gottleuba – Berggießhübel: Der Name des Wanderweges geht auf die im 18. Jh. hier weilenden Badegäste Gellert und Rabener zurück.
- Rathaus
- Städtischer Kurpark Goethepark
- Talsperre Gottleuba
- Wandergebiet Augustusberg: Vom 507 m ü. NN hohen sandsteinbedeckten Augustusberg eröffnet sich ein weiter Blick auf die Höhenzüge des Osterzgebirges.
- Wandergebiet Wachstein

Berggießhübel:
- Heil- und Besucherbergwerk „Marie Louise Stolln“: Das 2006 eröffnete Heil- und Besucherbergwerk erschließt den zwischen 1726 und 1926 zum Abbau von Eisenerz genutzten Friedrich-Erbstolln (später Marie Luise Stolln).
- Erich Mörbitz-Aussichtspunkt
- Evangelisch-Lutherische Kirche: Der neugotische Bau aus dem Jahr 1876 ersetzte die ursprünglich 1576 erbaute Kirche, die 1874 abbrannte.
- Forellensteig Berggießhübel–Langenhennersdorf: Der Wanderweg führt entlang der Gottleuba nach Langenhennersdorf.
- Haus des Gastes: Das heutige „Haus des Gastes“ geht auf das 1722 erbaute „Johann-Georgen-Bad“, das erste Badehaus der Stadt, zurück.
- Hochwasserdenkmal: In der Badstraße erinnert ein Denkmal an die Opfer der Hochwasserkatastrophe vom 8./9. Juli 1927.

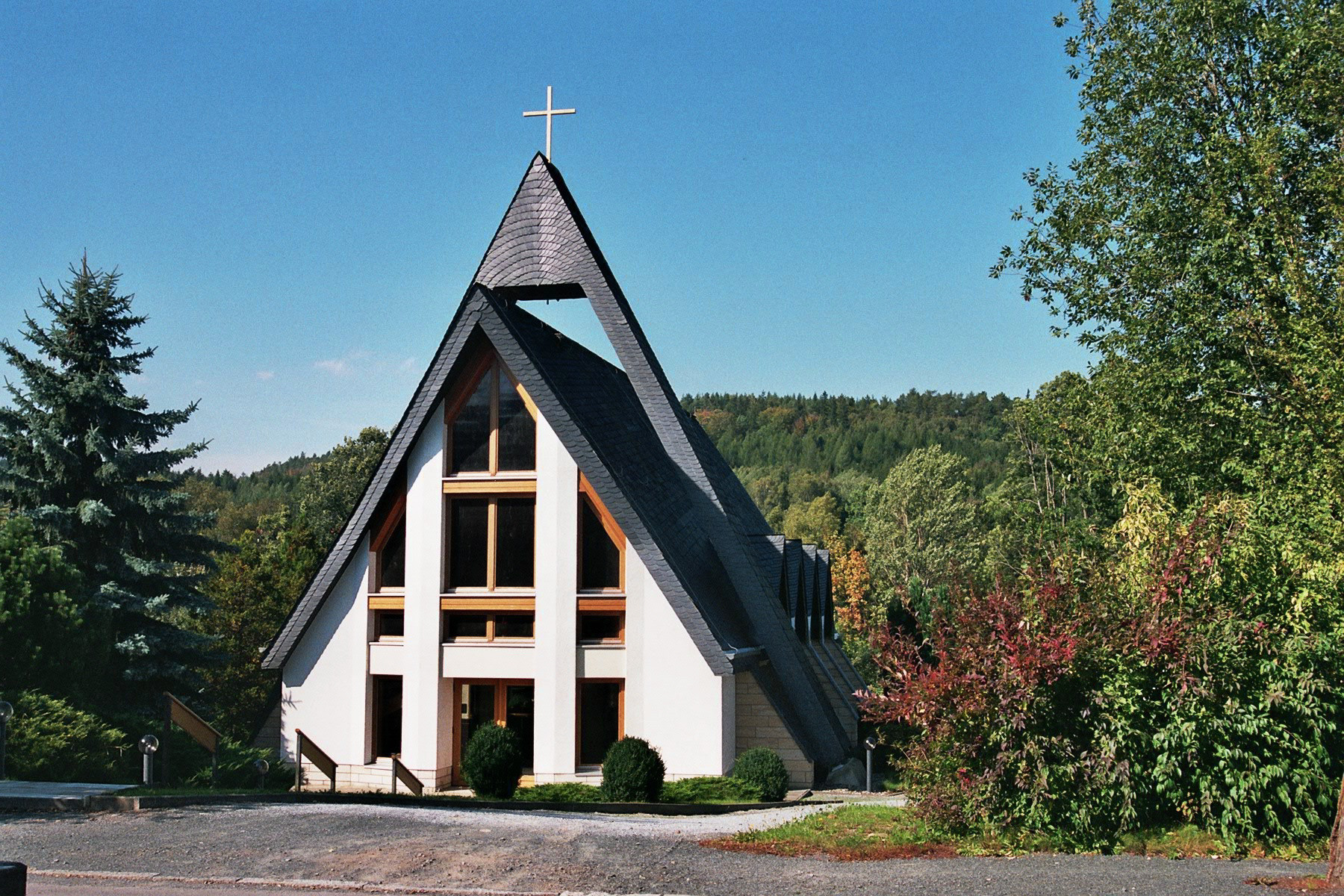
Katholische St.-Antonius-Kirche in Berggießhübel

- Katholische Sankt-Antonius-Kirche: Die Kirche wurde am 10. Juli 1993 geweiht und gehört heute zur Pfarrei St. Kunigunde in Pirna. Zuvor wurde eine 1928 errichtete, inzwischen abgerissene Baracke als katholische Kirche genutzt.[27]
- Kurhaus „Johann-Georgen-Bad“
- Nachbildung der 1927 durch das Hochwasser zerstörten Kursächsischen Postmeilensäule aus dem Jahr 1727 mit Wappenstück aus Meißen vor dem ehem. Bahnhof (Originalwappen im Osterzgebirgsmuseum Schloss Lauenstein)
- Museum Heimatstube: Das kleine Museum informiert über die Stadtgeschichte
- Panoramahöhe mit Bismarckturm
- Prinzessinsäule Berggießhübel: Die an der Straße nach Bahratal befindliche Säule mit ihrem Halbmondzeichen an der Spitze ähnelt einer Postmeilensäule, wurde aber vor etwa 270 Jahren als Schmucksäule für den sich entwickelnden Badebetrieb aufgestellt.
- Schlosspark von Schloss „Friedrichsthal“
- Seismologisches Observatorium der TU Bergakademie Freiberg mit der Messkammer im Hildebrand Stolln in Berggießhübel
- Sühnekreuz am Vierzehn-Nothelferweg
- Wandergebiet Hoch- und Jagdstein
- Wandergebiet Zehistaer Wände, Felsenbrücken und Gersdorfer Ruine
- Zwieseler Erbstollen (Mundloch): Der 1825 aufgefahrene und 1400 m lange Zwieseler Erbstollen war die Hauptentwässerungsanlage der Berggießhübeler Eisenerzgruben.
- Zwieselmühle: Die bereits 1516 erwähnte Mühle war ursprünglich ein Eisenhammerwerk, aus dem sich im 17. Jahrhundert ein Sägewerk entwickelte.

Langenhennersdorf:
- Evangelisch-Lutherische Kirche: Die Saalkirche aus dem 15. Jh. verfügt über eine reiche spätbarock-klassizistische Ausstattung und eine kulturhistorisch wertvolle mechanische Schleifladenorgel von Wilhelm Leberecht Herbrig aus dem Jahr 1848, die bis 1971 in der St.-Katharinen-Kirche in Helmsdorf (OT von Stolpen) stand.
- Langenhennersdorfer Wasserfall: Unterhalb der ehem. Heringmühle mündet das Hängetal des Langenhennersdorfer Baches in einem 9 m hohen Wasserfall in die Gottleuba.
- Wandergebiet Labyrinth bei Langenhennersdorf

Weitere Sehenswürdigkeiten:
- Montanhistorischer Wanderweg Berggießhübel–Bad Gottleuba–Schönwald (Krasny Les)–Graupen (Krupka)
- Rückhaltebecken Mordgrundbach und Bienhof im Ortsteil Hellendorf
- Kirchen in Markersbach (hier: historische Orgel aus der Zeit 1842/1843 von Christian Gottfried Herbrig und Sohn); in Oelsen, Breitenau und Börnersdorf
- Kursächsische Postmeilensäulen an der Alten Dresden-Teplitzer Poststraße in Börnersdorf (Halbmeilensäule und Viertelmeilenstein) und Breitenau (Ganzmeilensäule, Original in der Kirche) und Königlich-sächsische Meilensteine der Neuen Dresden-Teplitzer Poststraße (z. T. eingelagert in der Straßenmeisterei Dohma)

### Kultur
Eine der kulturellen Hauptattraktionen ist der jährliche Karneval (seit 1953 in Bad Gottleuba), der von den Karnevalsvereinen in Bad Gottleuba und in Langenhennersdorf getragen wird.
Es gibt eine ganze Reihe weiterer kultureller Veranstaltungen, wie das Poststraßenfest in Bad Gottleuba, die Lichterfeste im Advent in Bad Gottleuba und in Berggießhübel, verschiedene Schützenfeste der Schützengesellschaft 1856 Berggießhübel e. V., Osterfeuer und Maibaumsetzen, Orts-, Heimat-, Vereinsfeste in den einzelnen Ortsteilen, Hauptstraßenfest mit Wildwasserrennen auf der Gottleuba in Berggießhübel, das Mühlenfest der Bähr-Mühle in Bad Gottleuba, Wandertage und Sonnenwendfeiern der Freiwilligen Feuerwehr und des Gebirgsvereins 1899 e. V. Berggießhübel sowie eine Vielzahl von Veranstaltungen des Kurortentwicklungs- und Förderverein Bad Gottleuba-Berggießhübel e. V.

### Schulen
Die Stadt unterhält eine Grundschule in Berggießhübel, die zweite Grundschule (Langenhennersdorf) wurde 2005 aufgrund der geringen Zahl an Neueinschulungen geschlossen. Die TRIA Immobilienanlagen- und Verwaltungsgesellschaft mbH Berlin führt im Gesundheitspark eine staatlich genehmigte Schule in freier Trägerschaft als Klinikschule. Außerdem unterhält das Berufliche Schulzentrum für Wirtschaft Pirna in Langenhennersdorf eine Außenstelle der Berufsschule mit einem beruflichen Förderschulteil.
Hinzu kommt außerdem noch die Oberschule in Bad Gottleuba, diese ist ab dem Schuljahr 2006/2007 die einzige Mittel- bzw. Oberschule in der Stadt Bad Gottleuba. Die Mittelschulen Rosental (2004) und Gersdorf (2006) wurden aufgrund des anhaltenden Schülermangels geschlossen und mit der Gottleubaer Schule zusammengelegt.

### Sport
Berggießhübel verfügt über ein Freibad, das Freizeit- und Erlebnisbad „Billy“. Des Weiteren gibt es eine Reihe von Sportvereinen mit teils eigenen Sportanlagen sowie eine Skaterbahn in Markersbach. Die Sportvereine in der Stadt bieten die unterschiedlichsten Möglichkeiten für sportliche Betätigung von Fußball und Volleyball bis hin zum Wandern und Skaten. Die Schützengesellschaft 1856 Berggießhübel verfügt über eine eigene Schießanlage „Am Jagdstein“ (für Groß- und Kleinkaliber).

### Wissenschaft
Seit 1957 betreibt das Institut für Geophysik der TU Bergakademie Freiberg in Berggießhübel in einem stillgelegten Stollen des Erzbergbaus ein Seismologisches Observatorium. Seit 1974 ist die Erdbeben-Station mit der Kennung BRG in das weltweite Netzwerk seismologischer Stationen integriert. Jährlich werden über 10.000 Ereignisse registriert, darunter Mikrobeben, Bergschläge und Sprengungen im Umfeld von bis zu 500 km. Erdbeben werden im globalen Maßstab registriert. Das Observatorium kann nach Anmeldung besichtigt werden.

## Wirtschaft und Verkehr

### Wirtschaft

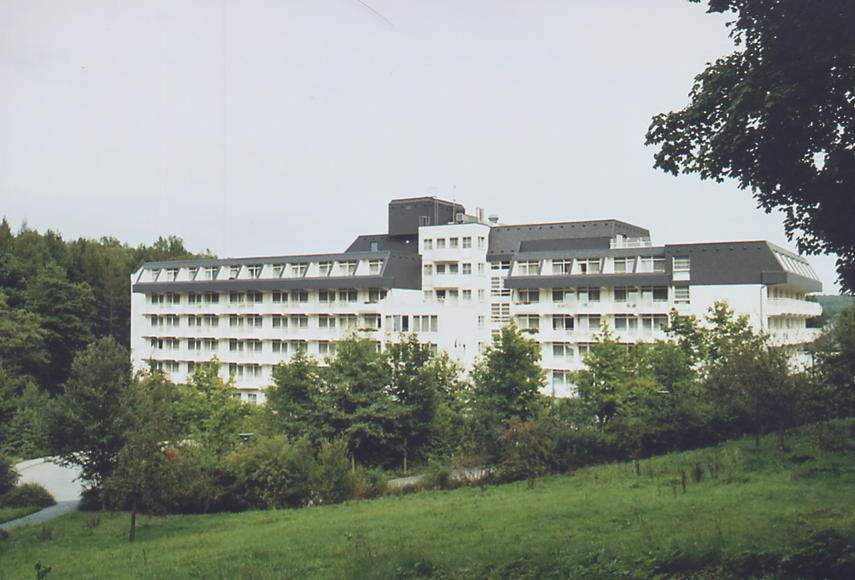
Berggießhübel: Kurklinik

Der wirtschaftliche Schwerpunkt der Stadt liegt im Kurwesen und im Fremdenverkehr. Das Kurwesen etablierte sich in Berggießhübel bereits Anfang des 18. Jahrhunderts. 1934 wurde die Stadt das erste offizielle Kneippkurbad Sachsens. Heute führt die MEDIAN Klinik, eine Rehabilitationsklinik für Orthopädie und Psychosomatik, die Kurtradition fort. Die 1993 neu erbaute Klinik verfügt über knapp 200 Betten und beschäftigt derzeit etwa 110 Mitarbeiter (Stand Dezember 2010). In Bad Gottleuba etablierte sich das Kur- und Badewesen Ende des 19. Jahrhunderts. Hier entstand zwischen 1909 und 1913 am Hang des Helleberges ein deutschlandweit einmaliger Kurkomplex aus 35 Jugendstilgebäuden in einer 28 Hektar großen Parkanlage. Der Komplex des Gesundheitsparks Bad Gottleuba umfasst heute 6 Fachkliniken, in denen bis zu 650 Patienten betreut werden können. Inklusive der beiden Kurkliniken verfügte Bad Gottleuba-Berggießhübel 2013 über 1.208 Gästebetten. Die Gemeinde verzeichnete im gleichen Jahr 24.459 Ankünfte und 255.522 Übernachtungen.
Insbesondere in Berggießhübel existieren einige mittelständische Produktionsbetriebe, die schwerpunktmäßig im Maschinenbau, der Medizintechnik und der Kunststoffproduktion tätig sind. Der Wirtschaftsbereich Bergbau und verarbeitendes Gewerbe umfasste 2013 für die gesamte Gemeinde Bad Gottleuba-Berggießhübel vier Betriebe mit 498 Beschäftigten. Bedeutendste Produktionsbetriebe sind:
- Eloma GmbH in Berggießhübel (Koch- und Backtechnik, 2012: ca. 200 Mitarbeiter)[31]
- Bergi-Plast GmbH in Berggießhübel (Kunststofftechnik und Formenbau, 2013: ca. 100 Mitarbeiter)[32]
- B. Braun Avitum Saxonia GmbH in Berggießhübel (Medizintechnik, 2014: ca. 200 Mitarbeiter)[33]
- MB Maschinenbau Berggießhübel GmbH in Berggießhübel (Maschinenbau)

Darüber hinaus gibt es eine Reihe von Einzelhändlern, Handwerkern und Dienstleistern sowie zwei Geschäftsstellen der Ostsächsischen Sparkasse Dresden (Bad Gottleuba, Berggießhübel) und eine der Volksbank Pirna (Berggießhübel). In den ländlichen Ortsteilen ist zudem die Landwirtschaft bedeutsam. Sie wird insbesondere von der Agrarproduktivgenossenschaft eG Weideland in Oelsen und der Agrargenossenschaft Bielatal eG in Langenhennersdorf betrieben.

### Verkehr

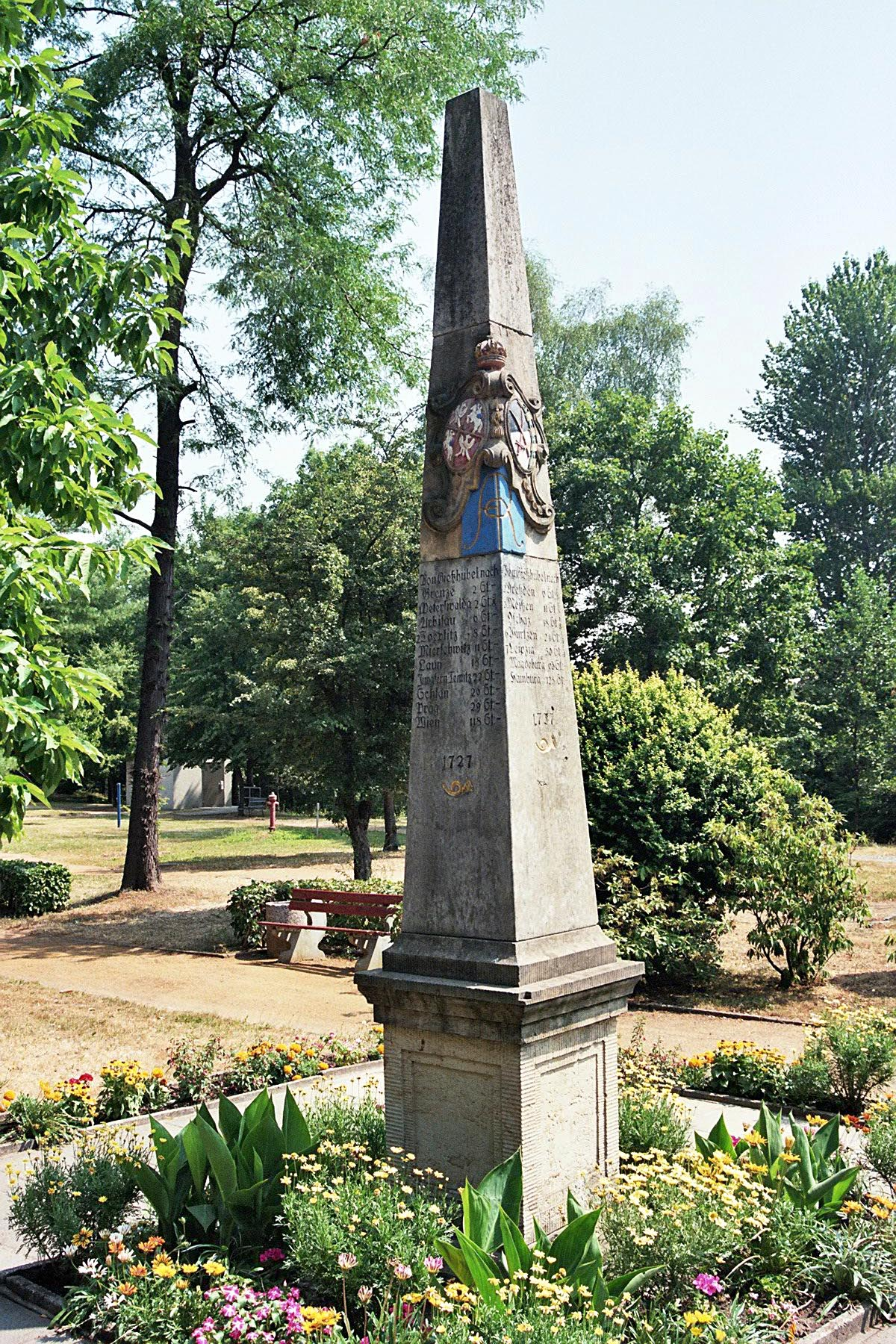
Kopie der Distanzsäule von 1727

Die straßenseitige Erschließung und regionale Anbindung der Stadt Bad Gottleuba-Berggießhübel erfolgt über die Bundesautobahn 17 (A 17) Dresden–Prag und diverse Staatsstraßen. Die A 17 Dresden – Prag durchquert das westliche Gemeindegebiet im Bereich Börnersdorf – Breitenau. Hier befindet sich auch die Anschlussstelle Bad Gottleuba an der S 176.
Die wichtigsten Staatsstraßen sind die S 173, welche von Pirna über Cotta, Berggießhübel und Hellendorf zur Grenzübergangsstelle Bahratal-Petrovice (Peterswald) führt, die S 174, welche von Pirna durch das Gottleubatal über Berggießhübel und Bad Gottleuba zur S 176 nach Breitenau und weiter nach Lauenstein führt sowie die S 176, die Pirna mit Börnersdorf und Breitenau verbindet. Im Zuge des Baus der A 17 wurde die S 176 als Umgehungsstraße von Börnersdorf und Breitenau verlegt.
Bis 1976 verkehrte bis Bad Gottleuba die Gottleubatalbahn. Die Nebenbahn wurde 1880 bis Berggießhübel eröffnet und 1905 bis Bad Gottleuba verlängert. 1973 wurde der Personenverkehr im Gottleubatal eingestellt. Bis 1976 wurde noch Baumaterial für die Talsperre Gottleuba transportiert, dann wurde die Strecke demontiert. Sie ist heute abschnittsweise als Wander- und Radweg unter Beibehaltung historischer Eisenbahnschilder nutzbar.
Der nächste Flughafen befindet sich in Dresden-Klotzsche. Sportflieger können aber auch das Segelfluggelände von Pirna im Ortsteil Pratzschwitz nutzen.
Der Regionalverkehr wird durch den Regionalverkehr Sächsische Schweiz-Osterzgebirge und das Taxi-, Mietwagen- und Omnibusunternehmen Uwe Jurk abgewickelt. Die wichtigsten im Gemeindegebiet bedienten Buslinien sind:
- 214 Bad Gottleuba – Oelsen – Breitenau – Bad Gottleuba
- 216 Pirna – Langenhennersdorf – Berggießhübel – Gottleuba – Bahratal
- 218 Pirna – Langenhennersdorf – Bahra – Bahratal
- 219 Pirna – Cotta – Berggießhübel – Gottleuba – Bahratal

An die ehemals verkehrlich bedeutsame Lage an der Alten und Neuen Dresden-Teplitzer Poststraße erinnern mehrere kulturhistorisch bedeutsame Kursächsische Postmeilensäulen. Sie befinden sich in Bad Gottleuba (Distanzsäule), Berggießhübel (Distanzsäule), Börnersdorf (Halbmeilensäule und Viertelmeilenstein) sowie Breitenau (Halbmeilensäule).

## Persönlichkeiten
- Johann Zacharias Grundig (1669–1720), Kreuzkantor von 1713 bis 1720
- Johann Andreas Cramer (1710–1777), Metallurge, verbrachte seine letzten Lebensjahre in Berggießhübel
- Johann Georg Röllig (1710–1790), Komponist und Kapellmeister, geboren in Berggießhübel
- Johann Gottlob Lehmann (1719–1767), studierter Mediziner, später Geologe, gilt als ein Mitbegründer der Stratigraphie, geboren in Langenhennersdorf
- Johann Ferdinand Feige der Jüngere (1766–1827), Bildhauer, geboren in Hellendorf
- August Friedrich Wilhelm Freiherr von Leyßer (1771–1842), Generalleutnant a. D., Offizier der Ehrenlegion, Präsident der Zweiten Kammer der sächsischen Ständeversammlung, Schlossherr auf Friedrichsthal und Badbesitzer
- Christian Friedrich Grimmer (1798–1850), Komponist und Buchhändler
- Heinrich Ferdinand Mannstein (1806–1872), Gesangslehrer und Schriftsteller
- Heinrich Lieber (1840–1916), antisemitischer Reichstagsabgeordneter
- Richard Weger (1848–1923), Jurist, Ehrenbürger von Gottleuba
- Camillo Schumann (1872–1946), Großherzoglich Sächsischer Musikdirector und Hoforganist, Komponist und Organist, Ehrenbürger der Stadt Bad Gottleuba
- Arthur Mittag (1906–1946), Psychiater, der während der Zeit des Nationalsozialismus im Rahmen der Kinder-Euthanasie an Euthanasieverbrechen beteiligt war
- Fritz Rößler (1912–1987), NSDAP-Schulungsleiter und unter dem Namen Dr. Franz Richter Bundestagsabgeordneter
- Wolfgang Ullmann (1929–2004), Theologe, Kirchenhistoriker und Politiker (Bündnis 90/Die Grünen)
- Siegfried Fischer (1938–2022), Ingenieur und Heimatforscher
- Dragan Holcer (1945–2015), jugoslawischer Fußballspieler
- Udo Stimpel (* 1956), Fußballspieler

Berühmte Badegäste:
- Christian Fürchtegott Gellert (1715–1769), Dichter
- Gottlieb Wilhelm Rabener (1714–1771), Satiriker

## Kriege, Hochwasser und sonstige Katastrophen
- Dreißigjähriger Krieg: Im Verlauf des Krieges wurden die Städte und Dörfer in und um das Gottleubatal wiederholt durch marodierende und brandschatzende Truppen schwer in Mitleidenschaft gezogen. Der bis dato blühende Eisenerzbergbau kam durch die Kriegshandlungen zum Erliegen, die Hammergüter wurden wie der Kammerhof in Markersbach (1632) weitgehend vernichtet. Noch 1697 waren in Berggießhübel 12 und in Gottleuba 45 Häuser kriegsbedingt unbewohnt.
- 19. Februar 1746: Ein Stadtbrand vernichtete in Gottleuba 18 Wohnhäuser und 11 Scheunen.
- 4. Oktober 1865: Das Zentrum von Gottleuba wurde durch einen Stadtbrand nahezu vollständig zerstört. Insgesamt fielen 100 Haupt- und Nebengebäude den Flammen zum Opfer, nur 66 Häuser und die Kirche blieben unbeschädigt.

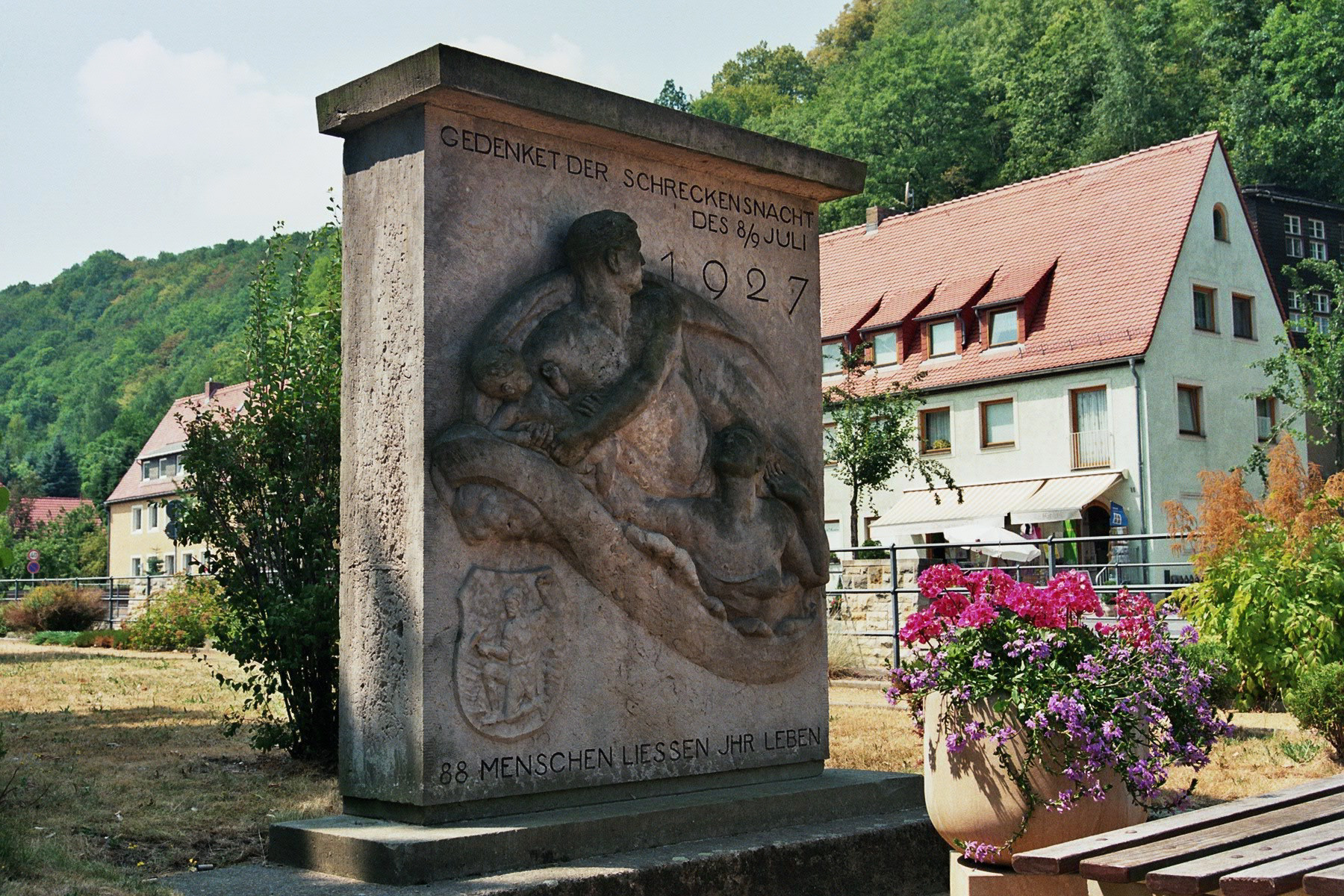
Berggießhübel: Gedenkstein für die Hochwasseropfer von 1927

- 8./9. Juli 1927: Im Gottleubatal ereignete sich eine der verheerendsten Hochwasserkatastrophen der jüngeren deutschen Geschichte. Eine meterhohe Flutwelle zerstörte zahlreiche Häuser und Verkehrswege, das Zentrum von Berggießhübel wurde nahezu komplett verwüstet. Im gesamten Gottleubatal fielen etwa 130 Menschen den Fluten zum Opfer, darunter 88 in Berggießhübel und 15 in Gottleuba, Hartmannsbach und Oelsengrund.
- 8. Mai 1945: Bei einem Luftangriff der Roten Armee wurden mehrere Gebäude, darunter das Lutherhaus vor der Kirche, ein Haus am Markt und ein Haus an der unteren Hauptstraße (damals Adolf-Hitler-Straße), zerstört. Durch Bomben und Bordwaffenbeschuss kamen mehrere Einwohner und durchziehende Soldaten ums Leben. Die Soldaten gehörten zu Einheiten der Heeresgruppe Mitte unter dem Kommando von Generalfeldmarschall Ferdinand Schörner, welche sich über Böhmen in die amerikanische Gefangenschaft begeben wollten. Es wird vermutet, dass die Sowjetarmee den Generalfeldmarschall treffen wollte, da dieser wahrscheinlich in Bad Gottleuba Quartier genommen hatte.
- 12./13. August 2002: Das Jahrhunderthochwasser vom Sommer 2002 verursachte dank der seit den 1950er Jahren errichteten Hochwasserschutzeinrichtungen keine mit 1927 vergleichbaren Schäden. Die Flutschäden beliefen sich im gesamten Stadtgebiet auf 6 Millionen Euro.